# Magnus Carlsen
Sven Magnus Øen Carlsen (Tønsberg, Noruega, 30 de novembre de 1990) és un jugador d'escacs noruec que entre el novembre de 2013 i l'abril de 2023 ha estat el Campió del món d'escacs. Té el títol de Gran Mestre des de 2004, i ha estat el número 1 mundial segons la classificació d'Elo de la FIDE entre gener de 2010 i l'actualitat. Forma part del selecte grup de jugadors que han superat la barrera dels 2800 punts d'Elo, i l'Elo més elevat que ha assolit, 2882 punts, és el màxim absolut de la història, superant clarament els 2847 punts de Kaspàrov el 2003. Ha estat guardonat quatre cops amb l'Oscar dels escacs.
Conegut pel seu estil d'atac quan era adolescent, Carlsen va evolucionar posteriorment cap a un joc més universal. Al contrari que d'altres jugadors d'elit, no focalitza la seva preparació en les obertures, i en juga una gran varietat, cosa que fa difícil per als rivals de preparar-se contra ell. La seva mestria posicional i l'habilitat en el final han fet que sigui comparat amb els excampions del món Anatoli Kàrpov, José Raúl Capablanca i Vassili Smislov. Carlsen també ha fet de model per la campanya de tardor/hivern 2010 de la marca G-Star Raw.
El 26 d'abril de 2004 Carlsen va esdevenir GM a l'edat de 13 anys i 148 dies, cosa que el convertí en el segon més jove Gran Mestre de tots els temps. La seva actuació el setembre-octubre de 2009 al Torneig de Pearl Spring a Nanquín fou descrita com una de les millors de tots els temps, i el va portar a incrementar el seu Elo fins als 2801 punts, el segon del món del moment. És el cinquè jugador que ha assolit una puntuació per sobre de 2800 a l'edat de 18 anys, de lluny la persona més jove a aconseguir-ho. Ha estat també Campió del món de partides semiràpides el 2009, el més jove de la història. A la llista Elo de la FIDE d'1 de gener de 2010 va esdevenir, a l'edat de 19 anys i 32 dies, el jugador més jove de la història a ser el número 1 mundial, trencant el rècord prèviament establert per Vladímir Kràmnik. A la llista d'Elo de la FIDE de gener de 2013, va assolir els 2861 punts, sobrepassant així el rècord de 2851 que tenia Garri Kaspàrov des de juliol de 1999. Carlsen es classificà per al Torneig de Candidats que va tenir lloc el març-abril de 2013, i el guanyà. Així obtingué el dret de reptar el Campió del món regnant Viswanathan Anand al Campionat del món d'escacs de 2013, en un matx que guanyà el novembre de 2013, i va esdevenir el 16è Campió del Món. El novembre de 2014 va revalidar el títol en vèncer novament Anand. Posteriorment ha defensat el títol reeixidament contra Serguei Kariakin el 2016, contra Fabiano Caruana el 2018, i contra Ian Nepómniasxi in 2021. Carlsen va anunciar que no defensaria el títol contra Nepomniachtchi el 2023.
A la llista d'Elo de la FIDE de l'abril de 2023 hi tenia un Elo de 2853 punts, cosa que en feia el jugador número 1 (en actiu) de Noruega, i el número 1 mundial.
Ha estat classificat com a número 1 mundial ininterrompudament des de juliol de 2011 fins a l'actualitat.
El seu màxim Elo va ser de 2882 punts, a la llista de maig de 2014 (posició 1 al rànquing mundial).

## Infantesa

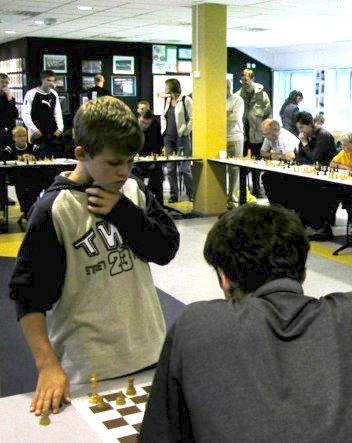
Carlsen fent una exhibició de simultànies a Molde el juliol de 2004

Carlsen va néixer a Tønsberg, Noruega, el 30 de novembre de 1990, fill de Sigrun Øen i Henrik Albert Carlsen, ambdós enginyers. La família va viure un any a Espoo, Finlàndia, i després a Brussel·les, Bèlgica, i el 1998 retornaren a Noruega i es van establir a Lommedalen, Bærum. Posteriorment es van mudar a Haslum. Carlsen va mostrar, ja de ben petit, aptitud per als reptes intel·lectuals: a dos anys, podia solucionar puzles de 50 peces; a quatre anys, gaudia muntant construccions amb Lego amb instruccions pensades per nois d'entre 10 i 14 anys. El seu pare li va ensenyar a jugar als escacs a 5 anys, malgrat que al principi no semblava massa interessat en el joc. El primer llibre d'escacs que va llegir fou Trobar el pla de Bent Larsen. Carlsen va desenvolupar la seva habilitat amb els escacs jugant tot sol durant hores, buscant combinacions, i reproduint posicions i partides que li havia mostrat el seu pare. Va participar en el seu primer torneig -la més baixa categoria per edats del campionat de Noruega el 1999- a l'edat de 8 anys i 7 mesos, i hi va puntuar 6½/11. Amb 8 anys va derrotar el seu pare i amb 9 va començar a entrenar-se amb Torbjørn Ringdal Hansen.
Carlsen fou posteriorment entrenat a l'Escola Noruega d'Esport d'Elit pel millor jugador del país, el GM Simen Agdestein. El 2000, Agdestein va presentar Torbjørn Ringdal Hansen, un Mestre Internacional i excampió juvenil de Noruega a Carlsen, i tots dos van començar una sèrie de sessions d'entrenament setmanals al març. Carlsen va fer grans progressos amb Hansen, guanyant pràcticament mil punts d'Elo en menys d'un any. El torneig en el qual va iniciar el vol fou el campionat de Noruega júnior per equips de setembre de 2000, en què Carlsen puntuà 3½/5 contra els millors júniors del país, i va fer una performance d'uns 2000 punts. A banda dels escacs, que Carlsen estudiava entre tres i quatre hores al dia, els seus passatemps favorits eren el futbol, l'esquí, i llegir còmics de l'ànec Donald.
Entre la tardor de 2000 i finals del 2002, Carlsen va jugar unes 300 partides en torneigs, així com diversos torneigs de partides ràpides i altres esdeveniments menors. Després d'això, va obtenir tres normes d'MI en relativament ràpida successió: la primera el gener de 2003 al Gausdal Troll Masters (puntuació 7/10, 2345 p); la segona el juny de 2003 al torneig de Salongernas a Estocolm (6/9, 2470 p); i la tercera el juliol de 2003 a la Politiken Cup a Copenhage (8/11, 2503 p). Fou guardonat oficialment amb el títol d'MI el 20 d'agost de 2003. Després d'acabar l'escola primària, Carlsen es va prendre un any per participar en torneigs internacionals arreu d'Europa durant la tardor de 2003. Aquell any, va acabar empatat al tercer lloc al Campionat d'Europa Sub-14.

## Resultats destacats en competició
|   | a | b | c | d | e | f | g | h |   |
| 8 | d8 negres torre · f8 negres torre · g8 negres rei · a7 negres peó · b7 negres peó · e7 negres alfil · f7 negres peó · g7 negres peó · e6 negres peó · f6 negres cavall · h6 negres peó · a5 negres dama · c5 negres peó · e5 blanques cavall · h5 blanques peó · d4 blanques peó · f4 blanques alfil · a2 blanques peó · b2 blanques peó · c2 blanques peó · e2 blanques dama · f2 blanques peó · g2 blanques peó · b1 blanques rei · d1 blanques torre · h1 blanques torre | d8 negres torre · f8 negres torre · g8 negres rei · a7 negres peó · b7 negres peó · e7 negres alfil · f7 negres peó · g7 negres peó · e6 negres peó · f6 negres cavall · h6 negres peó · a5 negres dama · c5 negres peó · e5 blanques cavall · h5 blanques peó · d4 blanques peó · f4 blanques alfil · a2 blanques peó · b2 blanques peó · c2 blanques peó · e2 blanques dama · f2 blanques peó · g2 blanques peó · b1 blanques rei · d1 blanques torre · h1 blanques torre | d8 negres torre · f8 negres torre · g8 negres rei · a7 negres peó · b7 negres peó · e7 negres alfil · f7 negres peó · g7 negres peó · e6 negres peó · f6 negres cavall · h6 negres peó · a5 negres dama · c5 negres peó · e5 blanques cavall · h5 blanques peó · d4 blanques peó · f4 blanques alfil · a2 blanques peó · b2 blanques peó · c2 blanques peó · e2 blanques dama · f2 blanques peó · g2 blanques peó · b1 blanques rei · d1 blanques torre · h1 blanques torre | d8 negres torre · f8 negres torre · g8 negres rei · a7 negres peó · b7 negres peó · e7 negres alfil · f7 negres peó · g7 negres peó · e6 negres peó · f6 negres cavall · h6 negres peó · a5 negres dama · c5 negres peó · e5 blanques cavall · h5 blanques peó · d4 blanques peó · f4 blanques alfil · a2 blanques peó · b2 blanques peó · c2 blanques peó · e2 blanques dama · f2 blanques peó · g2 blanques peó · b1 blanques rei · d1 blanques torre · h1 blanques torre | d8 negres torre · f8 negres torre · g8 negres rei · a7 negres peó · b7 negres peó · e7 negres alfil · f7 negres peó · g7 negres peó · e6 negres peó · f6 negres cavall · h6 negres peó · a5 negres dama · c5 negres peó · e5 blanques cavall · h5 blanques peó · d4 blanques peó · f4 blanques alfil · a2 blanques peó · b2 blanques peó · c2 blanques peó · e2 blanques dama · f2 blanques peó · g2 blanques peó · b1 blanques rei · d1 blanques torre · h1 blanques torre | d8 negres torre · f8 negres torre · g8 negres rei · a7 negres peó · b7 negres peó · e7 negres alfil · f7 negres peó · g7 negres peó · e6 negres peó · f6 negres cavall · h6 negres peó · a5 negres dama · c5 negres peó · e5 blanques cavall · h5 blanques peó · d4 blanques peó · f4 blanques alfil · a2 blanques peó · b2 blanques peó · c2 blanques peó · e2 blanques dama · f2 blanques peó · g2 blanques peó · b1 blanques rei · d1 blanques torre · h1 blanques torre | d8 negres torre · f8 negres torre · g8 negres rei · a7 negres peó · b7 negres peó · e7 negres alfil · f7 negres peó · g7 negres peó · e6 negres peó · f6 negres cavall · h6 negres peó · a5 negres dama · c5 negres peó · e5 blanques cavall · h5 blanques peó · d4 blanques peó · f4 blanques alfil · a2 blanques peó · b2 blanques peó · c2 blanques peó · e2 blanques dama · f2 blanques peó · g2 blanques peó · b1 blanques rei · d1 blanques torre · h1 blanques torre | d8 negres torre · f8 negres torre · g8 negres rei · a7 negres peó · b7 negres peó · e7 negres alfil · f7 negres peó · g7 negres peó · e6 negres peó · f6 negres cavall · h6 negres peó · a5 negres dama · c5 negres peó · e5 blanques cavall · h5 blanques peó · d4 blanques peó · f4 blanques alfil · a2 blanques peó · b2 blanques peó · c2 blanques peó · e2 blanques dama · f2 blanques peó · g2 blanques peó · b1 blanques rei · d1 blanques torre · h1 blanques torre | 8 |
| 7 | d8 negres torre · f8 negres torre · g8 negres rei · a7 negres peó · b7 negres peó · e7 negres alfil · f7 negres peó · g7 negres peó · e6 negres peó · f6 negres cavall · h6 negres peó · a5 negres dama · c5 negres peó · e5 blanques cavall · h5 blanques peó · d4 blanques peó · f4 blanques alfil · a2 blanques peó · b2 blanques peó · c2 blanques peó · e2 blanques dama · f2 blanques peó · g2 blanques peó · b1 blanques rei · d1 blanques torre · h1 blanques torre | d8 negres torre · f8 negres torre · g8 negres rei · a7 negres peó · b7 negres peó · e7 negres alfil · f7 negres peó · g7 negres peó · e6 negres peó · f6 negres cavall · h6 negres peó · a5 negres dama · c5 negres peó · e5 blanques cavall · h5 blanques peó · d4 blanques peó · f4 blanques alfil · a2 blanques peó · b2 blanques peó · c2 blanques peó · e2 blanques dama · f2 blanques peó · g2 blanques peó · b1 blanques rei · d1 blanques torre · h1 blanques torre | d8 negres torre · f8 negres torre · g8 negres rei · a7 negres peó · b7 negres peó · e7 negres alfil · f7 negres peó · g7 negres peó · e6 negres peó · f6 negres cavall · h6 negres peó · a5 negres dama · c5 negres peó · e5 blanques cavall · h5 blanques peó · d4 blanques peó · f4 blanques alfil · a2 blanques peó · b2 blanques peó · c2 blanques peó · e2 blanques dama · f2 blanques peó · g2 blanques peó · b1 blanques rei · d1 blanques torre · h1 blanques torre | d8 negres torre · f8 negres torre · g8 negres rei · a7 negres peó · b7 negres peó · e7 negres alfil · f7 negres peó · g7 negres peó · e6 negres peó · f6 negres cavall · h6 negres peó · a5 negres dama · c5 negres peó · e5 blanques cavall · h5 blanques peó · d4 blanques peó · f4 blanques alfil · a2 blanques peó · b2 blanques peó · c2 blanques peó · e2 blanques dama · f2 blanques peó · g2 blanques peó · b1 blanques rei · d1 blanques torre · h1 blanques torre | d8 negres torre · f8 negres torre · g8 negres rei · a7 negres peó · b7 negres peó · e7 negres alfil · f7 negres peó · g7 negres peó · e6 negres peó · f6 negres cavall · h6 negres peó · a5 negres dama · c5 negres peó · e5 blanques cavall · h5 blanques peó · d4 blanques peó · f4 blanques alfil · a2 blanques peó · b2 blanques peó · c2 blanques peó · e2 blanques dama · f2 blanques peó · g2 blanques peó · b1 blanques rei · d1 blanques torre · h1 blanques torre | d8 negres torre · f8 negres torre · g8 negres rei · a7 negres peó · b7 negres peó · e7 negres alfil · f7 negres peó · g7 negres peó · e6 negres peó · f6 negres cavall · h6 negres peó · a5 negres dama · c5 negres peó · e5 blanques cavall · h5 blanques peó · d4 blanques peó · f4 blanques alfil · a2 blanques peó · b2 blanques peó · c2 blanques peó · e2 blanques dama · f2 blanques peó · g2 blanques peó · b1 blanques rei · d1 blanques torre · h1 blanques torre | d8 negres torre · f8 negres torre · g8 negres rei · a7 negres peó · b7 negres peó · e7 negres alfil · f7 negres peó · g7 negres peó · e6 negres peó · f6 negres cavall · h6 negres peó · a5 negres dama · c5 negres peó · e5 blanques cavall · h5 blanques peó · d4 blanques peó · f4 blanques alfil · a2 blanques peó · b2 blanques peó · c2 blanques peó · e2 blanques dama · f2 blanques peó · g2 blanques peó · b1 blanques rei · d1 blanques torre · h1 blanques torre | d8 negres torre · f8 negres torre · g8 negres rei · a7 negres peó · b7 negres peó · e7 negres alfil · f7 negres peó · g7 negres peó · e6 negres peó · f6 negres cavall · h6 negres peó · a5 negres dama · c5 negres peó · e5 blanques cavall · h5 blanques peó · d4 blanques peó · f4 blanques alfil · a2 blanques peó · b2 blanques peó · c2 blanques peó · e2 blanques dama · f2 blanques peó · g2 blanques peó · b1 blanques rei · d1 blanques torre · h1 blanques torre | 7 |
| 6 | d8 negres torre · f8 negres torre · g8 negres rei · a7 negres peó · b7 negres peó · e7 negres alfil · f7 negres peó · g7 negres peó · e6 negres peó · f6 negres cavall · h6 negres peó · a5 negres dama · c5 negres peó · e5 blanques cavall · h5 blanques peó · d4 blanques peó · f4 blanques alfil · a2 blanques peó · b2 blanques peó · c2 blanques peó · e2 blanques dama · f2 blanques peó · g2 blanques peó · b1 blanques rei · d1 blanques torre · h1 blanques torre | d8 negres torre · f8 negres torre · g8 negres rei · a7 negres peó · b7 negres peó · e7 negres alfil · f7 negres peó · g7 negres peó · e6 negres peó · f6 negres cavall · h6 negres peó · a5 negres dama · c5 negres peó · e5 blanques cavall · h5 blanques peó · d4 blanques peó · f4 blanques alfil · a2 blanques peó · b2 blanques peó · c2 blanques peó · e2 blanques dama · f2 blanques peó · g2 blanques peó · b1 blanques rei · d1 blanques torre · h1 blanques torre | d8 negres torre · f8 negres torre · g8 negres rei · a7 negres peó · b7 negres peó · e7 negres alfil · f7 negres peó · g7 negres peó · e6 negres peó · f6 negres cavall · h6 negres peó · a5 negres dama · c5 negres peó · e5 blanques cavall · h5 blanques peó · d4 blanques peó · f4 blanques alfil · a2 blanques peó · b2 blanques peó · c2 blanques peó · e2 blanques dama · f2 blanques peó · g2 blanques peó · b1 blanques rei · d1 blanques torre · h1 blanques torre | d8 negres torre · f8 negres torre · g8 negres rei · a7 negres peó · b7 negres peó · e7 negres alfil · f7 negres peó · g7 negres peó · e6 negres peó · f6 negres cavall · h6 negres peó · a5 negres dama · c5 negres peó · e5 blanques cavall · h5 blanques peó · d4 blanques peó · f4 blanques alfil · a2 blanques peó · b2 blanques peó · c2 blanques peó · e2 blanques dama · f2 blanques peó · g2 blanques peó · b1 blanques rei · d1 blanques torre · h1 blanques torre | d8 negres torre · f8 negres torre · g8 negres rei · a7 negres peó · b7 negres peó · e7 negres alfil · f7 negres peó · g7 negres peó · e6 negres peó · f6 negres cavall · h6 negres peó · a5 negres dama · c5 negres peó · e5 blanques cavall · h5 blanques peó · d4 blanques peó · f4 blanques alfil · a2 blanques peó · b2 blanques peó · c2 blanques peó · e2 blanques dama · f2 blanques peó · g2 blanques peó · b1 blanques rei · d1 blanques torre · h1 blanques torre | d8 negres torre · f8 negres torre · g8 negres rei · a7 negres peó · b7 negres peó · e7 negres alfil · f7 negres peó · g7 negres peó · e6 negres peó · f6 negres cavall · h6 negres peó · a5 negres dama · c5 negres peó · e5 blanques cavall · h5 blanques peó · d4 blanques peó · f4 blanques alfil · a2 blanques peó · b2 blanques peó · c2 blanques peó · e2 blanques dama · f2 blanques peó · g2 blanques peó · b1 blanques rei · d1 blanques torre · h1 blanques torre | d8 negres torre · f8 negres torre · g8 negres rei · a7 negres peó · b7 negres peó · e7 negres alfil · f7 negres peó · g7 negres peó · e6 negres peó · f6 negres cavall · h6 negres peó · a5 negres dama · c5 negres peó · e5 blanques cavall · h5 blanques peó · d4 blanques peó · f4 blanques alfil · a2 blanques peó · b2 blanques peó · c2 blanques peó · e2 blanques dama · f2 blanques peó · g2 blanques peó · b1 blanques rei · d1 blanques torre · h1 blanques torre | d8 negres torre · f8 negres torre · g8 negres rei · a7 negres peó · b7 negres peó · e7 negres alfil · f7 negres peó · g7 negres peó · e6 negres peó · f6 negres cavall · h6 negres peó · a5 negres dama · c5 negres peó · e5 blanques cavall · h5 blanques peó · d4 blanques peó · f4 blanques alfil · a2 blanques peó · b2 blanques peó · c2 blanques peó · e2 blanques dama · f2 blanques peó · g2 blanques peó · b1 blanques rei · d1 blanques torre · h1 blanques torre | 6 |
| 5 | d8 negres torre · f8 negres torre · g8 negres rei · a7 negres peó · b7 negres peó · e7 negres alfil · f7 negres peó · g7 negres peó · e6 negres peó · f6 negres cavall · h6 negres peó · a5 negres dama · c5 negres peó · e5 blanques cavall · h5 blanques peó · d4 blanques peó · f4 blanques alfil · a2 blanques peó · b2 blanques peó · c2 blanques peó · e2 blanques dama · f2 blanques peó · g2 blanques peó · b1 blanques rei · d1 blanques torre · h1 blanques torre | d8 negres torre · f8 negres torre · g8 negres rei · a7 negres peó · b7 negres peó · e7 negres alfil · f7 negres peó · g7 negres peó · e6 negres peó · f6 negres cavall · h6 negres peó · a5 negres dama · c5 negres peó · e5 blanques cavall · h5 blanques peó · d4 blanques peó · f4 blanques alfil · a2 blanques peó · b2 blanques peó · c2 blanques peó · e2 blanques dama · f2 blanques peó · g2 blanques peó · b1 blanques rei · d1 blanques torre · h1 blanques torre | d8 negres torre · f8 negres torre · g8 negres rei · a7 negres peó · b7 negres peó · e7 negres alfil · f7 negres peó · g7 negres peó · e6 negres peó · f6 negres cavall · h6 negres peó · a5 negres dama · c5 negres peó · e5 blanques cavall · h5 blanques peó · d4 blanques peó · f4 blanques alfil · a2 blanques peó · b2 blanques peó · c2 blanques peó · e2 blanques dama · f2 blanques peó · g2 blanques peó · b1 blanques rei · d1 blanques torre · h1 blanques torre | d8 negres torre · f8 negres torre · g8 negres rei · a7 negres peó · b7 negres peó · e7 negres alfil · f7 negres peó · g7 negres peó · e6 negres peó · f6 negres cavall · h6 negres peó · a5 negres dama · c5 negres peó · e5 blanques cavall · h5 blanques peó · d4 blanques peó · f4 blanques alfil · a2 blanques peó · b2 blanques peó · c2 blanques peó · e2 blanques dama · f2 blanques peó · g2 blanques peó · b1 blanques rei · d1 blanques torre · h1 blanques torre | d8 negres torre · f8 negres torre · g8 negres rei · a7 negres peó · b7 negres peó · e7 negres alfil · f7 negres peó · g7 negres peó · e6 negres peó · f6 negres cavall · h6 negres peó · a5 negres dama · c5 negres peó · e5 blanques cavall · h5 blanques peó · d4 blanques peó · f4 blanques alfil · a2 blanques peó · b2 blanques peó · c2 blanques peó · e2 blanques dama · f2 blanques peó · g2 blanques peó · b1 blanques rei · d1 blanques torre · h1 blanques torre | d8 negres torre · f8 negres torre · g8 negres rei · a7 negres peó · b7 negres peó · e7 negres alfil · f7 negres peó · g7 negres peó · e6 negres peó · f6 negres cavall · h6 negres peó · a5 negres dama · c5 negres peó · e5 blanques cavall · h5 blanques peó · d4 blanques peó · f4 blanques alfil · a2 blanques peó · b2 blanques peó · c2 blanques peó · e2 blanques dama · f2 blanques peó · g2 blanques peó · b1 blanques rei · d1 blanques torre · h1 blanques torre | d8 negres torre · f8 negres torre · g8 negres rei · a7 negres peó · b7 negres peó · e7 negres alfil · f7 negres peó · g7 negres peó · e6 negres peó · f6 negres cavall · h6 negres peó · a5 negres dama · c5 negres peó · e5 blanques cavall · h5 blanques peó · d4 blanques peó · f4 blanques alfil · a2 blanques peó · b2 blanques peó · c2 blanques peó · e2 blanques dama · f2 blanques peó · g2 blanques peó · b1 blanques rei · d1 blanques torre · h1 blanques torre | d8 negres torre · f8 negres torre · g8 negres rei · a7 negres peó · b7 negres peó · e7 negres alfil · f7 negres peó · g7 negres peó · e6 negres peó · f6 negres cavall · h6 negres peó · a5 negres dama · c5 negres peó · e5 blanques cavall · h5 blanques peó · d4 blanques peó · f4 blanques alfil · a2 blanques peó · b2 blanques peó · c2 blanques peó · e2 blanques dama · f2 blanques peó · g2 blanques peó · b1 blanques rei · d1 blanques torre · h1 blanques torre | 5 |
| 4 | d8 negres torre · f8 negres torre · g8 negres rei · a7 negres peó · b7 negres peó · e7 negres alfil · f7 negres peó · g7 negres peó · e6 negres peó · f6 negres cavall · h6 negres peó · a5 negres dama · c5 negres peó · e5 blanques cavall · h5 blanques peó · d4 blanques peó · f4 blanques alfil · a2 blanques peó · b2 blanques peó · c2 blanques peó · e2 blanques dama · f2 blanques peó · g2 blanques peó · b1 blanques rei · d1 blanques torre · h1 blanques torre | d8 negres torre · f8 negres torre · g8 negres rei · a7 negres peó · b7 negres peó · e7 negres alfil · f7 negres peó · g7 negres peó · e6 negres peó · f6 negres cavall · h6 negres peó · a5 negres dama · c5 negres peó · e5 blanques cavall · h5 blanques peó · d4 blanques peó · f4 blanques alfil · a2 blanques peó · b2 blanques peó · c2 blanques peó · e2 blanques dama · f2 blanques peó · g2 blanques peó · b1 blanques rei · d1 blanques torre · h1 blanques torre | d8 negres torre · f8 negres torre · g8 negres rei · a7 negres peó · b7 negres peó · e7 negres alfil · f7 negres peó · g7 negres peó · e6 negres peó · f6 negres cavall · h6 negres peó · a5 negres dama · c5 negres peó · e5 blanques cavall · h5 blanques peó · d4 blanques peó · f4 blanques alfil · a2 blanques peó · b2 blanques peó · c2 blanques peó · e2 blanques dama · f2 blanques peó · g2 blanques peó · b1 blanques rei · d1 blanques torre · h1 blanques torre | d8 negres torre · f8 negres torre · g8 negres rei · a7 negres peó · b7 negres peó · e7 negres alfil · f7 negres peó · g7 negres peó · e6 negres peó · f6 negres cavall · h6 negres peó · a5 negres dama · c5 negres peó · e5 blanques cavall · h5 blanques peó · d4 blanques peó · f4 blanques alfil · a2 blanques peó · b2 blanques peó · c2 blanques peó · e2 blanques dama · f2 blanques peó · g2 blanques peó · b1 blanques rei · d1 blanques torre · h1 blanques torre | d8 negres torre · f8 negres torre · g8 negres rei · a7 negres peó · b7 negres peó · e7 negres alfil · f7 negres peó · g7 negres peó · e6 negres peó · f6 negres cavall · h6 negres peó · a5 negres dama · c5 negres peó · e5 blanques cavall · h5 blanques peó · d4 blanques peó · f4 blanques alfil · a2 blanques peó · b2 blanques peó · c2 blanques peó · e2 blanques dama · f2 blanques peó · g2 blanques peó · b1 blanques rei · d1 blanques torre · h1 blanques torre | d8 negres torre · f8 negres torre · g8 negres rei · a7 negres peó · b7 negres peó · e7 negres alfil · f7 negres peó · g7 negres peó · e6 negres peó · f6 negres cavall · h6 negres peó · a5 negres dama · c5 negres peó · e5 blanques cavall · h5 blanques peó · d4 blanques peó · f4 blanques alfil · a2 blanques peó · b2 blanques peó · c2 blanques peó · e2 blanques dama · f2 blanques peó · g2 blanques peó · b1 blanques rei · d1 blanques torre · h1 blanques torre | d8 negres torre · f8 negres torre · g8 negres rei · a7 negres peó · b7 negres peó · e7 negres alfil · f7 negres peó · g7 negres peó · e6 negres peó · f6 negres cavall · h6 negres peó · a5 negres dama · c5 negres peó · e5 blanques cavall · h5 blanques peó · d4 blanques peó · f4 blanques alfil · a2 blanques peó · b2 blanques peó · c2 blanques peó · e2 blanques dama · f2 blanques peó · g2 blanques peó · b1 blanques rei · d1 blanques torre · h1 blanques torre | d8 negres torre · f8 negres torre · g8 negres rei · a7 negres peó · b7 negres peó · e7 negres alfil · f7 negres peó · g7 negres peó · e6 negres peó · f6 negres cavall · h6 negres peó · a5 negres dama · c5 negres peó · e5 blanques cavall · h5 blanques peó · d4 blanques peó · f4 blanques alfil · a2 blanques peó · b2 blanques peó · c2 blanques peó · e2 blanques dama · f2 blanques peó · g2 blanques peó · b1 blanques rei · d1 blanques torre · h1 blanques torre | 4 |
| 3 | d8 negres torre · f8 negres torre · g8 negres rei · a7 negres peó · b7 negres peó · e7 negres alfil · f7 negres peó · g7 negres peó · e6 negres peó · f6 negres cavall · h6 negres peó · a5 negres dama · c5 negres peó · e5 blanques cavall · h5 blanques peó · d4 blanques peó · f4 blanques alfil · a2 blanques peó · b2 blanques peó · c2 blanques peó · e2 blanques dama · f2 blanques peó · g2 blanques peó · b1 blanques rei · d1 blanques torre · h1 blanques torre | d8 negres torre · f8 negres torre · g8 negres rei · a7 negres peó · b7 negres peó · e7 negres alfil · f7 negres peó · g7 negres peó · e6 negres peó · f6 negres cavall · h6 negres peó · a5 negres dama · c5 negres peó · e5 blanques cavall · h5 blanques peó · d4 blanques peó · f4 blanques alfil · a2 blanques peó · b2 blanques peó · c2 blanques peó · e2 blanques dama · f2 blanques peó · g2 blanques peó · b1 blanques rei · d1 blanques torre · h1 blanques torre | d8 negres torre · f8 negres torre · g8 negres rei · a7 negres peó · b7 negres peó · e7 negres alfil · f7 negres peó · g7 negres peó · e6 negres peó · f6 negres cavall · h6 negres peó · a5 negres dama · c5 negres peó · e5 blanques cavall · h5 blanques peó · d4 blanques peó · f4 blanques alfil · a2 blanques peó · b2 blanques peó · c2 blanques peó · e2 blanques dama · f2 blanques peó · g2 blanques peó · b1 blanques rei · d1 blanques torre · h1 blanques torre | d8 negres torre · f8 negres torre · g8 negres rei · a7 negres peó · b7 negres peó · e7 negres alfil · f7 negres peó · g7 negres peó · e6 negres peó · f6 negres cavall · h6 negres peó · a5 negres dama · c5 negres peó · e5 blanques cavall · h5 blanques peó · d4 blanques peó · f4 blanques alfil · a2 blanques peó · b2 blanques peó · c2 blanques peó · e2 blanques dama · f2 blanques peó · g2 blanques peó · b1 blanques rei · d1 blanques torre · h1 blanques torre | d8 negres torre · f8 negres torre · g8 negres rei · a7 negres peó · b7 negres peó · e7 negres alfil · f7 negres peó · g7 negres peó · e6 negres peó · f6 negres cavall · h6 negres peó · a5 negres dama · c5 negres peó · e5 blanques cavall · h5 blanques peó · d4 blanques peó · f4 blanques alfil · a2 blanques peó · b2 blanques peó · c2 blanques peó · e2 blanques dama · f2 blanques peó · g2 blanques peó · b1 blanques rei · d1 blanques torre · h1 blanques torre | d8 negres torre · f8 negres torre · g8 negres rei · a7 negres peó · b7 negres peó · e7 negres alfil · f7 negres peó · g7 negres peó · e6 negres peó · f6 negres cavall · h6 negres peó · a5 negres dama · c5 negres peó · e5 blanques cavall · h5 blanques peó · d4 blanques peó · f4 blanques alfil · a2 blanques peó · b2 blanques peó · c2 blanques peó · e2 blanques dama · f2 blanques peó · g2 blanques peó · b1 blanques rei · d1 blanques torre · h1 blanques torre | d8 negres torre · f8 negres torre · g8 negres rei · a7 negres peó · b7 negres peó · e7 negres alfil · f7 negres peó · g7 negres peó · e6 negres peó · f6 negres cavall · h6 negres peó · a5 negres dama · c5 negres peó · e5 blanques cavall · h5 blanques peó · d4 blanques peó · f4 blanques alfil · a2 blanques peó · b2 blanques peó · c2 blanques peó · e2 blanques dama · f2 blanques peó · g2 blanques peó · b1 blanques rei · d1 blanques torre · h1 blanques torre | d8 negres torre · f8 negres torre · g8 negres rei · a7 negres peó · b7 negres peó · e7 negres alfil · f7 negres peó · g7 negres peó · e6 negres peó · f6 negres cavall · h6 negres peó · a5 negres dama · c5 negres peó · e5 blanques cavall · h5 blanques peó · d4 blanques peó · f4 blanques alfil · a2 blanques peó · b2 blanques peó · c2 blanques peó · e2 blanques dama · f2 blanques peó · g2 blanques peó · b1 blanques rei · d1 blanques torre · h1 blanques torre | 3 |
| 2 | d8 negres torre · f8 negres torre · g8 negres rei · a7 negres peó · b7 negres peó · e7 negres alfil · f7 negres peó · g7 negres peó · e6 negres peó · f6 negres cavall · h6 negres peó · a5 negres dama · c5 negres peó · e5 blanques cavall · h5 blanques peó · d4 blanques peó · f4 blanques alfil · a2 blanques peó · b2 blanques peó · c2 blanques peó · e2 blanques dama · f2 blanques peó · g2 blanques peó · b1 blanques rei · d1 blanques torre · h1 blanques torre | d8 negres torre · f8 negres torre · g8 negres rei · a7 negres peó · b7 negres peó · e7 negres alfil · f7 negres peó · g7 negres peó · e6 negres peó · f6 negres cavall · h6 negres peó · a5 negres dama · c5 negres peó · e5 blanques cavall · h5 blanques peó · d4 blanques peó · f4 blanques alfil · a2 blanques peó · b2 blanques peó · c2 blanques peó · e2 blanques dama · f2 blanques peó · g2 blanques peó · b1 blanques rei · d1 blanques torre · h1 blanques torre | d8 negres torre · f8 negres torre · g8 negres rei · a7 negres peó · b7 negres peó · e7 negres alfil · f7 negres peó · g7 negres peó · e6 negres peó · f6 negres cavall · h6 negres peó · a5 negres dama · c5 negres peó · e5 blanques cavall · h5 blanques peó · d4 blanques peó · f4 blanques alfil · a2 blanques peó · b2 blanques peó · c2 blanques peó · e2 blanques dama · f2 blanques peó · g2 blanques peó · b1 blanques rei · d1 blanques torre · h1 blanques torre | d8 negres torre · f8 negres torre · g8 negres rei · a7 negres peó · b7 negres peó · e7 negres alfil · f7 negres peó · g7 negres peó · e6 negres peó · f6 negres cavall · h6 negres peó · a5 negres dama · c5 negres peó · e5 blanques cavall · h5 blanques peó · d4 blanques peó · f4 blanques alfil · a2 blanques peó · b2 blanques peó · c2 blanques peó · e2 blanques dama · f2 blanques peó · g2 blanques peó · b1 blanques rei · d1 blanques torre · h1 blanques torre | d8 negres torre · f8 negres torre · g8 negres rei · a7 negres peó · b7 negres peó · e7 negres alfil · f7 negres peó · g7 negres peó · e6 negres peó · f6 negres cavall · h6 negres peó · a5 negres dama · c5 negres peó · e5 blanques cavall · h5 blanques peó · d4 blanques peó · f4 blanques alfil · a2 blanques peó · b2 blanques peó · c2 blanques peó · e2 blanques dama · f2 blanques peó · g2 blanques peó · b1 blanques rei · d1 blanques torre · h1 blanques torre | d8 negres torre · f8 negres torre · g8 negres rei · a7 negres peó · b7 negres peó · e7 negres alfil · f7 negres peó · g7 negres peó · e6 negres peó · f6 negres cavall · h6 negres peó · a5 negres dama · c5 negres peó · e5 blanques cavall · h5 blanques peó · d4 blanques peó · f4 blanques alfil · a2 blanques peó · b2 blanques peó · c2 blanques peó · e2 blanques dama · f2 blanques peó · g2 blanques peó · b1 blanques rei · d1 blanques torre · h1 blanques torre | d8 negres torre · f8 negres torre · g8 negres rei · a7 negres peó · b7 negres peó · e7 negres alfil · f7 negres peó · g7 negres peó · e6 negres peó · f6 negres cavall · h6 negres peó · a5 negres dama · c5 negres peó · e5 blanques cavall · h5 blanques peó · d4 blanques peó · f4 blanques alfil · a2 blanques peó · b2 blanques peó · c2 blanques peó · e2 blanques dama · f2 blanques peó · g2 blanques peó · b1 blanques rei · d1 blanques torre · h1 blanques torre | d8 negres torre · f8 negres torre · g8 negres rei · a7 negres peó · b7 negres peó · e7 negres alfil · f7 negres peó · g7 negres peó · e6 negres peó · f6 negres cavall · h6 negres peó · a5 negres dama · c5 negres peó · e5 blanques cavall · h5 blanques peó · d4 blanques peó · f4 blanques alfil · a2 blanques peó · b2 blanques peó · c2 blanques peó · e2 blanques dama · f2 blanques peó · g2 blanques peó · b1 blanques rei · d1 blanques torre · h1 blanques torre | 2 |
| 1 | d8 negres torre · f8 negres torre · g8 negres rei · a7 negres peó · b7 negres peó · e7 negres alfil · f7 negres peó · g7 negres peó · e6 negres peó · f6 negres cavall · h6 negres peó · a5 negres dama · c5 negres peó · e5 blanques cavall · h5 blanques peó · d4 blanques peó · f4 blanques alfil · a2 blanques peó · b2 blanques peó · c2 blanques peó · e2 blanques dama · f2 blanques peó · g2 blanques peó · b1 blanques rei · d1 blanques torre · h1 blanques torre | d8 negres torre · f8 negres torre · g8 negres rei · a7 negres peó · b7 negres peó · e7 negres alfil · f7 negres peó · g7 negres peó · e6 negres peó · f6 negres cavall · h6 negres peó · a5 negres dama · c5 negres peó · e5 blanques cavall · h5 blanques peó · d4 blanques peó · f4 blanques alfil · a2 blanques peó · b2 blanques peó · c2 blanques peó · e2 blanques dama · f2 blanques peó · g2 blanques peó · b1 blanques rei · d1 blanques torre · h1 blanques torre | d8 negres torre · f8 negres torre · g8 negres rei · a7 negres peó · b7 negres peó · e7 negres alfil · f7 negres peó · g7 negres peó · e6 negres peó · f6 negres cavall · h6 negres peó · a5 negres dama · c5 negres peó · e5 blanques cavall · h5 blanques peó · d4 blanques peó · f4 blanques alfil · a2 blanques peó · b2 blanques peó · c2 blanques peó · e2 blanques dama · f2 blanques peó · g2 blanques peó · b1 blanques rei · d1 blanques torre · h1 blanques torre | d8 negres torre · f8 negres torre · g8 negres rei · a7 negres peó · b7 negres peó · e7 negres alfil · f7 negres peó · g7 negres peó · e6 negres peó · f6 negres cavall · h6 negres peó · a5 negres dama · c5 negres peó · e5 blanques cavall · h5 blanques peó · d4 blanques peó · f4 blanques alfil · a2 blanques peó · b2 blanques peó · c2 blanques peó · e2 blanques dama · f2 blanques peó · g2 blanques peó · b1 blanques rei · d1 blanques torre · h1 blanques torre | d8 negres torre · f8 negres torre · g8 negres rei · a7 negres peó · b7 negres peó · e7 negres alfil · f7 negres peó · g7 negres peó · e6 negres peó · f6 negres cavall · h6 negres peó · a5 negres dama · c5 negres peó · e5 blanques cavall · h5 blanques peó · d4 blanques peó · f4 blanques alfil · a2 blanques peó · b2 blanques peó · c2 blanques peó · e2 blanques dama · f2 blanques peó · g2 blanques peó · b1 blanques rei · d1 blanques torre · h1 blanques torre | d8 negres torre · f8 negres torre · g8 negres rei · a7 negres peó · b7 negres peó · e7 negres alfil · f7 negres peó · g7 negres peó · e6 negres peó · f6 negres cavall · h6 negres peó · a5 negres dama · c5 negres peó · e5 blanques cavall · h5 blanques peó · d4 blanques peó · f4 blanques alfil · a2 blanques peó · b2 blanques peó · c2 blanques peó · e2 blanques dama · f2 blanques peó · g2 blanques peó · b1 blanques rei · d1 blanques torre · h1 blanques torre | d8 negres torre · f8 negres torre · g8 negres rei · a7 negres peó · b7 negres peó · e7 negres alfil · f7 negres peó · g7 negres peó · e6 negres peó · f6 negres cavall · h6 negres peó · a5 negres dama · c5 negres peó · e5 blanques cavall · h5 blanques peó · d4 blanques peó · f4 blanques alfil · a2 blanques peó · b2 blanques peó · c2 blanques peó · e2 blanques dama · f2 blanques peó · g2 blanques peó · b1 blanques rei · d1 blanques torre · h1 blanques torre | d8 negres torre · f8 negres torre · g8 negres rei · a7 negres peó · b7 negres peó · e7 negres alfil · f7 negres peó · g7 negres peó · e6 negres peó · f6 negres cavall · h6 negres peó · a5 negres dama · c5 negres peó · e5 blanques cavall · h5 blanques peó · d4 blanques peó · f4 blanques alfil · a2 blanques peó · b2 blanques peó · c2 blanques peó · e2 blanques dama · f2 blanques peó · g2 blanques peó · b1 blanques rei · d1 blanques torre · h1 blanques torre | 1 |
|   | a | b | c | d | e | f | g | h |   |

### 2004
Carlsen va fer un pas endavant en la seva carrera després de la seva victòria al grup C del Torneig d'escacs Corus de Wijk aan Zee. Hi va puntuar 10½/13, i va perdre només una partida (contra el millor jugador del torneig en el grup C, Duško Pavasovič). Com a resultat de la victòria, va guanyar la seva primera norma de GM, i va assolir una performance de 2702. Particularment notable va ser la seva victòria contra Sipke Ernst a la penúltima ronda, en què Carlsen sacrificà material per fer mat en només 29 moviments. Els primers 23 moviments de la partida ja s'havien jugat anteriorment en la partida Almagro Llanas–Jan Gustafsson, Madrid 2003 (que va acabar en taules), però la novetat sobre el tauler de Carlsen el va dur immediatament a una posició guanyadora. La seva victòria en el grup C el va classificar per jugar en el grup B el 2005, i va provocar que Lubomir Kavalek, escrivint per al Washington Post, li donés el títol de "Mozart dels escacs". Agdestein digué que Carlsen tenia una memòria excel·lent i que podia jugar un inusualment ampli repertori d'obertures. La capacitat de Carlsen va cridar l'atenció de Microsoft, que en va esdevenir el patrocinador.
Carlsen va obtenir la seva segona norma de GM a l'Aeroflot Open de Moscou, el febrer. El 17 de març, en un torneig de ràpides a Reykjavík, va derrotar l'excampió del món Anatoli Kàrpov. Aquest torneig era preliminar a un torneig de ràpides per eliminatòries que començava l'endemà. En aquest torneig, fou emparellat amb Garri Kaspàrov, llavors el millor jugador del món. Carlsen va aconseguir unes taules en la seva primera partida, va perdre la segona, i fou així eliminat.
En el sisè Obert de Dubai, celebrat entre 18–28 d'abril, Carlsen hi obtingué la tercera i final norma de GM. Va esdevenir així el GM més jove del moment, i el segon Gran Mestre més jove de tots els temps (després de Serguei Kariakin, que va guanyar el títol a l'edat de 12 anys i 7 mesos), tot i que el seu rècord fou posteriorment superat per Parimarjan Negi. Carlsen va jugar al Campionat del món de la FIDE, essent el jugador més jove que mai hi hagi participat, però fou eliminat a la primera ronda per Levon Aronian.
El juliol, Carlsen i Berge Østenstad (en aquell moment el campió regnant de Noruega) empataren en el primer lloc al campionat de Noruega, ambdós amb 7/9. Per decidir el títol, es va disputar un matx a dues partides, les quals varen acabar en taules. Això va deixar Østenstad com a campió en solitari, perquè havia obtingut millor desempat al torneig regular.

### 2005
A l'Smartfish Chess Masters del Festival Internacional d'Escacs de Drammen 2004–05 (a Noruega) Carlsen hi vencé Aleksei Xírov, que llavors era classificat com a 10è millor jugador del món. El juny, en el torneig de ràpides Ciudad de León, Carlsen hi va jugar una semifinal a quatre partides contra Viswanathan Anand, llavors el número 2 del món, i que havia guanyat l'edició de 2003 del Campionat del món de ràpides. Anand va guanyar per 3–1.

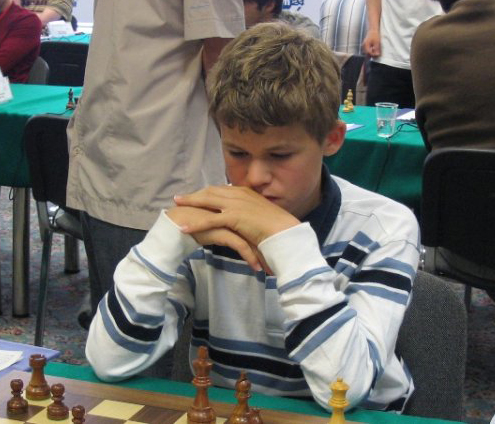
Carlsen a Varsòvia, el 2005

En el campionat de Noruega, Carlsen hi va acabar novament empatat en primera posició, aquest cop amb el seu mentor Simen Agdestein. Varen jugar un desempat entre el 7 i el 10 de novembre. Aquest cop, Carlsen tenia el millor desempat, però la norma que deia que el jugador amb millor desempat obtindria el títol en cas d'empat a un, havia estat revocada prèviament. El matx va ser molt disputat —Agdestein va guanyar la primera partida, Carlsen la segona, i així el matx entrà en una fase de ràpides jugades de dues en dues fins que hi hagués un guanyador. Carlsen va guanyar la primera ràpida, i Agdestein la segona. A continuació, tres taules seguides, fins que Agdestein va guanyar el títol amb una victòria a la sisena partida.
A finals d'any, va participar en la Copa del món de 2005 a Khanti-Mansisk, un torneig classificatori pel cicle del Campionat del món de 2007, on tingué una actuació excel·lent, i tot i partir en el lloc 97 del rànquing inicial, quedà finalment en desena posició, i aconseguí una plaça per al Torneig de Candidats de 2007. En el torneig eliminatori, va superar el 44è del rànquing inicial, Zurab Azmaiparaixvili a la primera ronda, i a continuació eliminà Farrukh Amonatov i Ivan Txeparínov per arribar als setzens de final. Allà Carlsen perdé contra Ievgueni Baréiev, cosa que va impedir que entrés al top 8. Carlsen llavors va guanyar Joël Lautier i Vladímir Malàkhov, assegurant-se com a mínim la desena plaça del torneig i, per tant, un lloc als Matxs de Candidats. Carlsen va esdevenir així el jugador més jove de la història a ser oficialment Candidat al títol mundial. A l'octubre fou primer en el Memorial Arnold Eikrem a Gausdal amb 8/9 i una performance de 2792.

### 2006
Carlsen havia obtingut una plaça pel Grup B del Torneig Corus arran de la seva victòria al Grup C el 2004. El seu empat al primer lloc amb Aleksandr Motiliov amb 9/13 (+6 −1 =6) el va classificar per jugar al Grup A del torneig el 2007.
En el campionat de Noruega, Carlsen estigué a punt de guanyar en solitari, però una derrota en la darrera ronda contra Berge Østenstad va fer que empatés en el primer lloc amb Agdestein. Aquesta derrota en la darrera ronda va privar Carlsen de batre el rècord d'Agdestein de ser el campió de Noruega més jove de tots els temps. De tota manera, en el desempat jugat els dies 19–21 de setembre, Carlsen guanyà 3–1. Després de dues taules en les dues primeres partides, a temps regular, Carlsen va guanyar les dues partides ràpides de la segona ronda, i s'assegurà així el seu primer campionat nacional.
Carlsen va guanyar el Torneig Blitz de Glitnir a Islàndia. Va guanyar 2–0 contra Viswanathan Anand en les semifinals, i va guanyar la final amb el mateix marcador. Va puntuar 6/8 a la 37a Olimpíada contra una oposició de 2627 Elo de mitjana, amb una performance de 2820.
En el torneig Midnight Sun Carlsen acabà segon, rere Serguei Xípov. En el torneig de GM de Biel acabà segon, guanyant el campió del torneig Aleksandr Morozévitx dos cops.
En el Torneig NH d'Amsterdam a l'agost, Carlsen participà en el matx per equips per sistema Scheveningen "Experience" vs. "Rising Stars". L'equip "Rising Stars" va guanyar el matx per 22–28, amb Carlsen assolint la millor actuació individual del seu equip, 6½/10 i una performance de 2700, i va guanyar també el dret a participar en el Melody Amber de 2007.
Amb una puntuació de 7½/15, Carlsen fou 8è de 16 participants en el Campionat del món de semiràpides a Rishon LeZion, Israel. En el torneig d'escacs ràpids Rencontres nationales et internationales d'échecs a Cap d'Agde, França, va arribar a les semifinals, en què va perdre contra Serguei Kariakin. Al novembre Carlsen va empatar en el 8è lloc de 10 participants en el Memorial Mikhaïl Tal a Moscou amb dues derrotes i set taules. Va acabar novè en un grup de 18 participants en el torneig de blitz vinculat, que fou guanyat per Anand.

### 2007

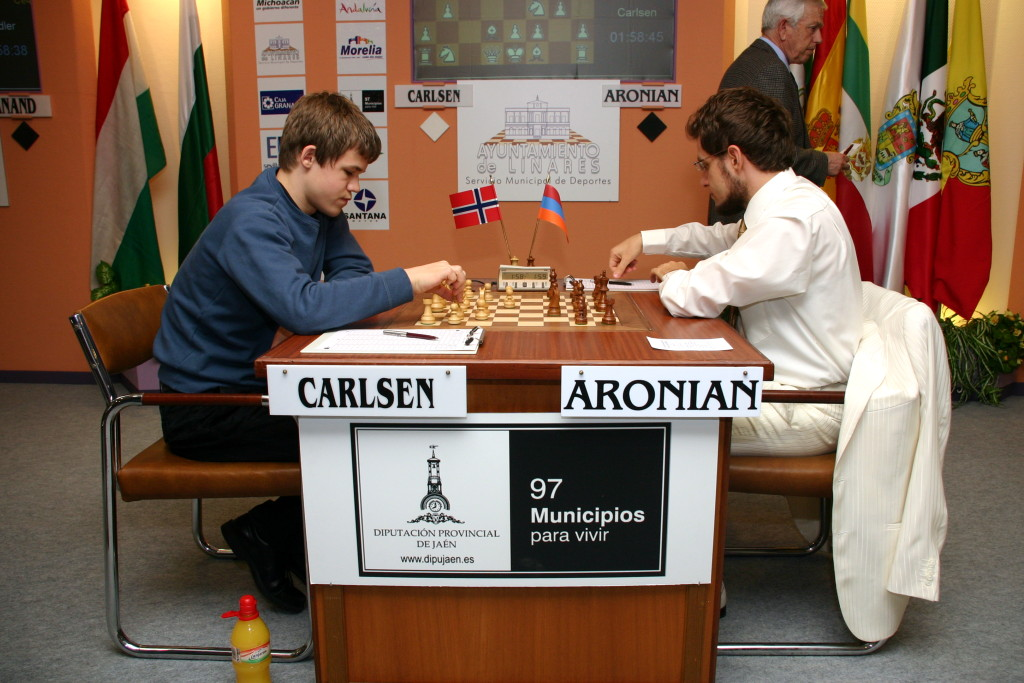
Carlsen jugant contra Levon Aronian a Linares 2007

Participant en el grup principal del Torneig Corus per primer cop, Carlsen fou últim amb nou taules i quatre derrotes, puntuant 4½/13. En el prestigiós Torneig de Linares, Carlsen es va enfrontar als següents jugadors d'elit: Vesselín Topàlov, Viswanathan Anand, Piotr Svídler, Aleksandr Morozévitx, Levon Aronian, Péter Lékó, i Vasil Ivantxuk (que substituïa Teimur Radjàbov). Tot i que el seu Elo era de molt el menor de la competició, hi va assolir el segon lloc (en els tiebreaks) amb 7½/14 amb quatre victòries, set taules, i tres derrotes, i una performance de 2778.
Carlsen va jugar per primer cop en el torneig a la cega i de ràpides Melody Amber a Montcarles al març. En les 11 rondes va fer vuit taules i tres derrotes en el torneig a cegues, i tres victòries, set taules i una derrota en el torneig de ràpides. Això li va reportar una novena plaça (empatat) en el torneig a cegues, una segona plaça empatat en el torneig de ràpides (rere Anand), i una vuitena plaça ex aequo en la classificació combinada.
Al maig-juny va participar en el Torneig de Candidats pel Campionat del món de 2007. El matx a sis partides amb Levon Aronian acabà empatat (+2 −2 =2), amb Carlsen remuntant el resultat dos cops. El playoff a quatre partides semiràpides acabà també empatat (+1 −1 =2), amb Carlsen guanyant la darrera partida per evitar l'eliminació. Finalment, Aronian eliminà Carlsen després de guanyar les dues partides ràpides.
El juliol-agost, Carlsen guanyà el fort Torneig Magistral del Festival d'escacs de Biel, a Suïssa, amb una puntuació de +2, i una performance de 2753. La seva puntuació fou empatada per Alexander Onischuk, i varen jugar un matx per determinar el guanyador. Després d'empatar dues partides semiràpides i dues de ràpides, Carlsen guanyà l'armageddon. Immediatament després del torneig de Biel, Carlsen va disputar el torneig obert Arctic Chess Challenge a Tromsø, però la seva quarta plaça amb +5 =4 fou una mica per sota de les expectatives (en termes d'Elo). En la primera ronda Carlsen va concedir unes taules sorprenents al seu company Brede Hagen (de només 2034 d'Elo) després de tenir en algun moment una posició perduda. Una partida que va atraure una certa atenció fou la seva victòria a la sisena ronda sobre el seu pare, Henrik Carlsen.
Carlsen va arribar a la ronda semifinal de la World Chess Cup al desembre, després de vèncer Michael Adams en els setzens de final i Ivan Txeparínov en els quarts. En la semifinal fou eliminat pel qui va ser vencedor del torneig, Gata Kamsky, ½–1½.

### 2008

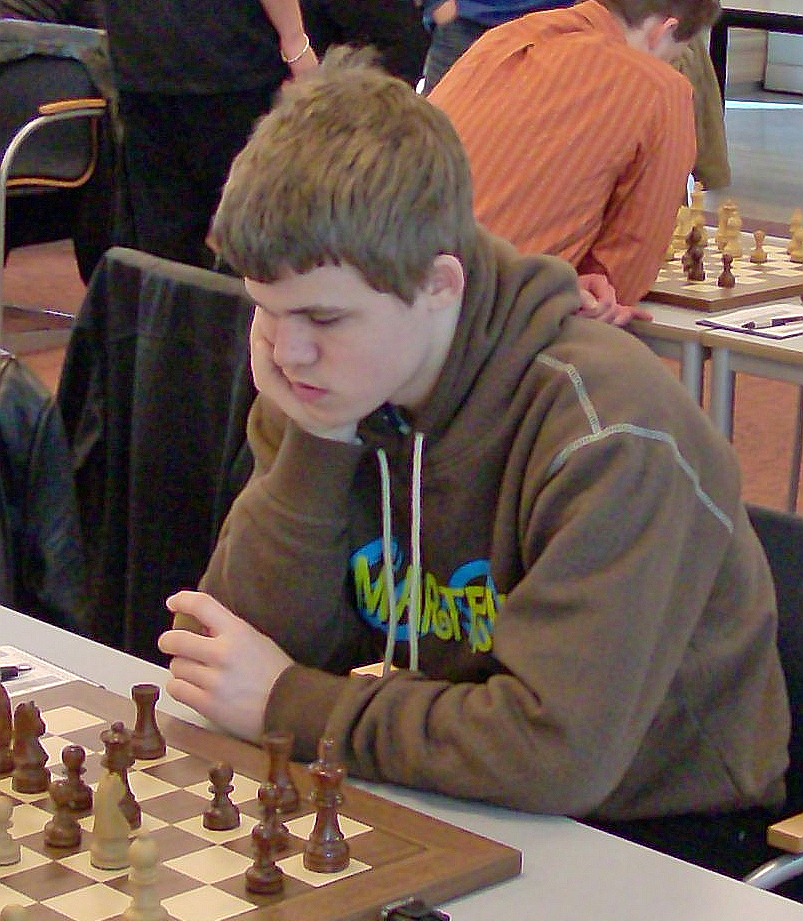
Carlsen el 2008

En el grup A del Torneig Corus Carlsen puntuà 8/13, aconseguint una performance de 
2830. Hi guanyà cinc partides, en perdé dues, i n'entaulà sis, compartint la primera plaça amb Levon Aronian. En el Torneig de Linares, hi va fer una altra performance de més de 2800, puntuant 8/14. Hi va acabar en segon lloc en solitari, mig punt darrere el guanyador, el Campió del Món Viswanathan Anand.
Al març Carlsen va jugar per segon cop el torneig de ràpides i a cegues Melody Amber, celebrat a Niça per primer cop. En les 11 rondes hi va assolir quatre victòries, quatre taules, i dues derrotes en el torneig a cegues, i tres victòries, dues derrotes, i sis taules en el torneig de ràpides. Va obtenir una cinquena plaça (empatat) en el torneig a la cega, un tercer lloc en el torneig de ràpides, i un segon lloc en la classificació combinada.
Carlsen fou un dels 21 jugadors participants en el Grand Prix de la FIDE 2008-2010, una sèrie de sis torneigs classificatòria per al Campionat del món de 2012. En el primer torneig, a Bakú (Azerbaidjan), empatà en el primer lloc, amb una altra performance de 2800. Posteriorment va abandonar el cicle del Grand Prix a despit del seu èxit inicial, al·legant «canvis radicals en les regles».
Carlsen va guanyar un matx de ràpides contra Péter Lékó celebrat a Miskolc, Hongria, puntuant 5–3. Al juny va guanyar l'anual Aerosvit a Ucraïna. Amb la performance més alta de la seva carrera fins al moment, acabà invicte amb 8/11 en un categoria XIX, amb una performance de 2877. En el Torneig de Biel, un categoria XVIII, acabà tercer amb 6/10, i una performance de 2740, rere Ievgueni Alekséiev i Leinier Domínguez.
En el Campionat del món de semiràpides a Mainz fou segon, després de perdre la final contra el campió defensor del títol, Anand, per 3–1. Per arribar a la final, Carlsen va jugar contra Judit Polgár, puntuant 1½–½, contra Anand puntuant 1–1 i contra Aleksandr Morozévitx puntuant 1–1. En el Bilbao Masters, de categoria XXII, Carlsen empatà en el segon lloc amb una performance de 2768.

### 2009
En el Grup A del Torneig Corus, Carlsen empatà en el cinquè lloc amb una performance de 2739. En el torneig de Linares acabà tercer amb una performance de 2777. El maig de 2009 fou segon en el torneig d'elit M-Tel Masters de Sofia (de categoria XXI), empatat amb Vesselín Topàlov, i a mig punt del campió, Aleksei Xírov, amb qui va perdre en la darrera ronda.
Va guanyar el torneig de categoria XXI Nanjing Pearl Spring, 2½ punts per sobre del segon classificat, Topàlov, el número u mundial del moment. Hi va puntuar 8/10, invicte, guanyant totes les partides amb blanques (contra Topàlov, Wang Yue, Leko, Radjabov, i Jakovenko), i també amb negres contra Jakovenko. Pel que fa a la performance, aquest fou un dels grans resultats de la història dels escacs, amb 3002 punts. L'estadístic dels escacs Jeff Sonas l'ha declarada com una de les 20 millors actuacions en torneig de tots els temps, i la millor de tots els temps feta per un adolescent.
En el Memorial Tal, disputat entre el 5 i el 14 de novembre, va començar amb set taules seguides, però finalitzà amb victòries sobre Ruslan Ponomariov i Peter Leko. Aquest resultat el situà empatat en el segon lloc rere Kramnik i igualat amb Vasil Ivantxuk. Després del Memorial Tal, Carlsen va guanyar el Campionat del món de semiràpides, jugat entre el 16 i el 18 de novembre a Moscou. La seva puntuació de 28 victòries, 6 taules i 8 derrotes el va situar tres punts per damunt d'Anand, que va acabar segon.

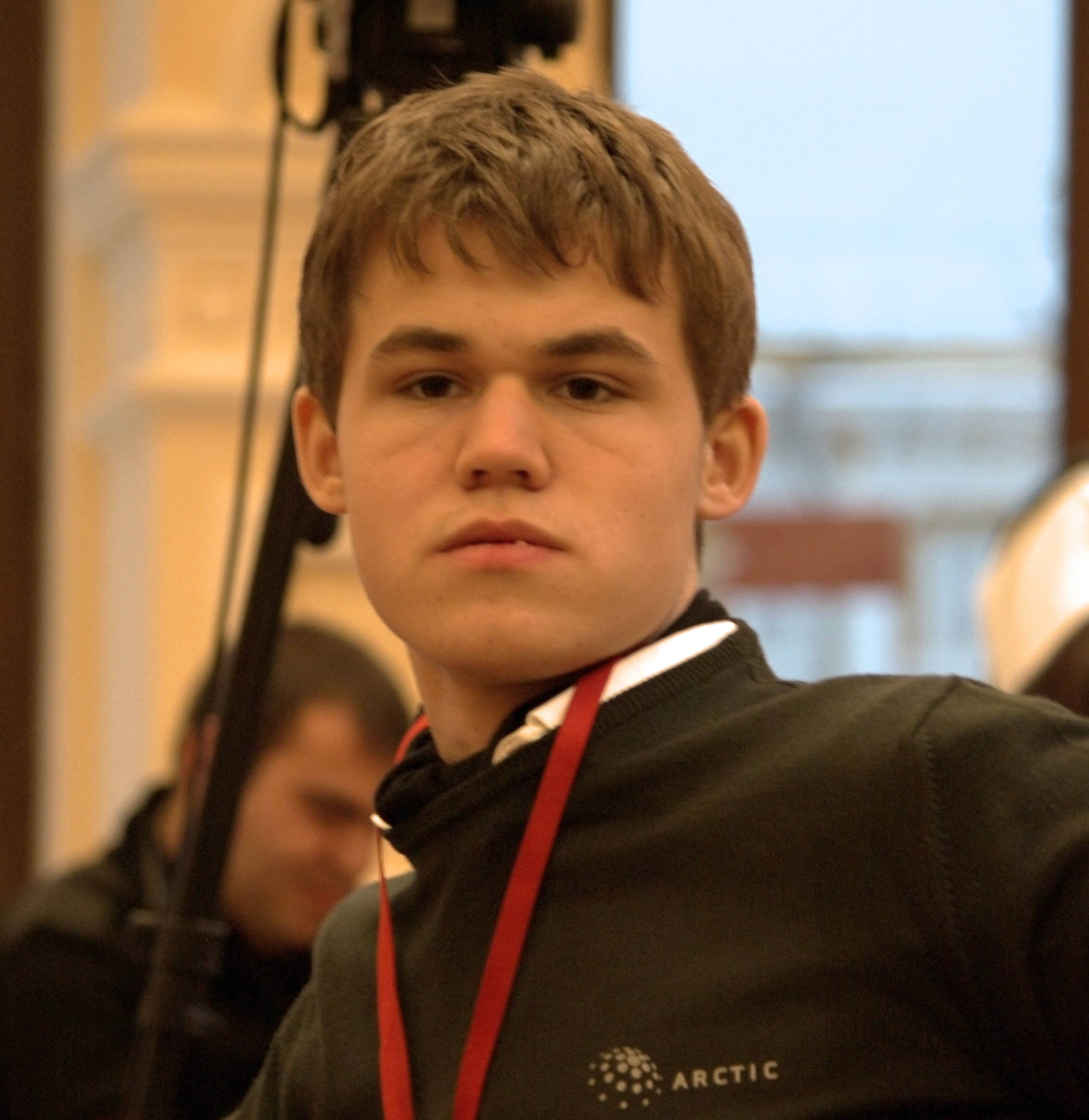
Carlsen al Campionat del món de semiràpides de 2009

Carlsen va disputar el London Chess Classic com a millor jugador del torneig, en un grup que incloïa Kramnik, Hikaru Nakamura, Michael Adams, Nigel Short, Ni Hua, Luke McShane i David Howell. Va vèncer Kramnik en la primera ronda, i va acabar guanyant el torneig amb 13/21 (es donaven tres punts per la victòria, i un per les taules; amb la puntuació clàssica hauria fet 5/7) i una performance de 2844, un punt per davant de Kramnik. Aquesta victòria el va situar en el número u de la llista de la FIDE, sobrepassant Vesselín Topàlov.
Sobre la base de la seva mitjana d'Elo entre les llistes de la FIDE de juliol de 2009 i gener de 2010, es va classificar per al Torneig de Candidats que havia de determinar l'aspirant a enfrontar-se al Campió del Món Viswanathan Anand en el Campionat del món de 2012. El novembre de 2010, però, Carlsen va anunciar que renunciava al Torneig de Candidats. Carlsen va descriure el cicle 2008–12 per al Campionat del món com a «[no] prou modern ni equitatiu», i escrigué que «els privilegis del campió regnant, la llargada en el temps (cinc anys) del cicle, els canvis durant el cicle que provocaren un nou format (del Candidats) en el qual cap Campió del Món havia hagut de comparèixer des de Kaspàrov, la barreja de criteris sobre el rànquing, i el poc profund i continuat concepte matx-sobre-matx són com a mínim poc satisfactoris en la meva opinió.»
A començaments del 2009 Carlsen va contractar l'excampió del món Garri Kaspàrov com a entrenador personal. Al setembre aquesta dada fou revelada al públic pels diaris noruecs.
Responent una pregunta durant una entrevista per la revista Time el desembre de 2009 amb relació a com feia servir els ordinadors quan estudiava escacs, Carlsen va explicar que no fa servir el tauler mentre estudia ell sol.

### 2010
Carlsen va guanar el Torneig Corus disputat el 16–31 de gener, amb 8½ punts. La seva derrota en la novena ronda contra Kràmnik va posar punt final a una sèrie de 36 partides de torneig invicte. També semblava que perdria en la darrera ronda contra Fabiano Caruana, però va aconseguir les taules, cosa que el deixava mig punt per damunt de Kràmnik i Xírov.
Al març es va anunciar que Carlsen havia donat per finalitzada la seva col·laboració amb Kaspàrov i que no el contractaria més com a entrenador, tot i que això va ser matisat posteriorment pel mateix Carlsen en una entrevista amb la revista alemanya Der Spiegel, en la qual va dir que sí que romandrien en contacte i que continuaria rebent classes d'entrenament de Kaspàrov. El 2011, Carlsen va dir: "Gràcies a Kaspàrov vaig començar a comprendre millor tota una mena diferent de posicions. ... Kaspàrov em va proporcionar un nou nivell d'ajut." El 2012, quan fou preguntat sobre què va aprendre treballant amb Kaspàrov, va contestar: "Posicions complexes. Això va ser el més important."
Carlsen va empatar en el primer lloc amb Ivantxuk en la 19a edició del torneig Melody Amber, puntuant 6½/11 en el torneig a cegues i 8/11 en el de ràpides, acumulà 14½ punts de 22 possibles. Al maig es va revelar que Carlsen havia ajudat Anand a preparar-se per al Campionat del món de 2010 contra Vesselín Topàlov, el qual Anand guanyà per 6½–5½ per retenir el títol. Carlsen també havia ajudat Anand a preparar-se per als campionats del món de 2007 i 2008.
Carlsen va disputar el torneig Bazna Kings a Romania els dies 14–25 de juny. El torneig era un round-robin amb Wang Yue, Borís Guélfand, l'excampió del món de la FIDE Ruslan Ponomariov, Teimour Radjabov, i Liviu-Dieter Nisipeanu. Hi va acabar amb 7½/10 i una performance de 2918, guanyant el torneig amb dos punts d'avantatge sobre Radjabov i Guélfand. Posteriorment va disputar un torneig de ràpides el 28–30 d'agost, l'Arctic Securities Chess Stars a Kristiansund, Noruega. El quadre del torneig incloïa el campió del món Viswanathan Anand, la millor jugadora del món Judit Polgár, i Jon Ludvig Hammer. En el round robin preliminar, Carlsen va puntuar 3½/6 per classificar-se per a la final, en segon lloc rere Anand. En la final, Carlsen derrotà Anand 1½–½ per esdevenir campió. Després d'aquest torneig, Carlsen va tenir males actuacions en els dos següents. En la 39a Olimpíada entre el 19 de setembre i el 4 d'octubre puntuà 4½/8, i perdé tres partides, contra Baadur Jobava, Michael Adams i Sanan Siuguírov; aquestes foren les seves primeres derrotes amb negres des de feia més d'un any. El seu equip, Noruega, va acabar 51è d'entre 149 equips.

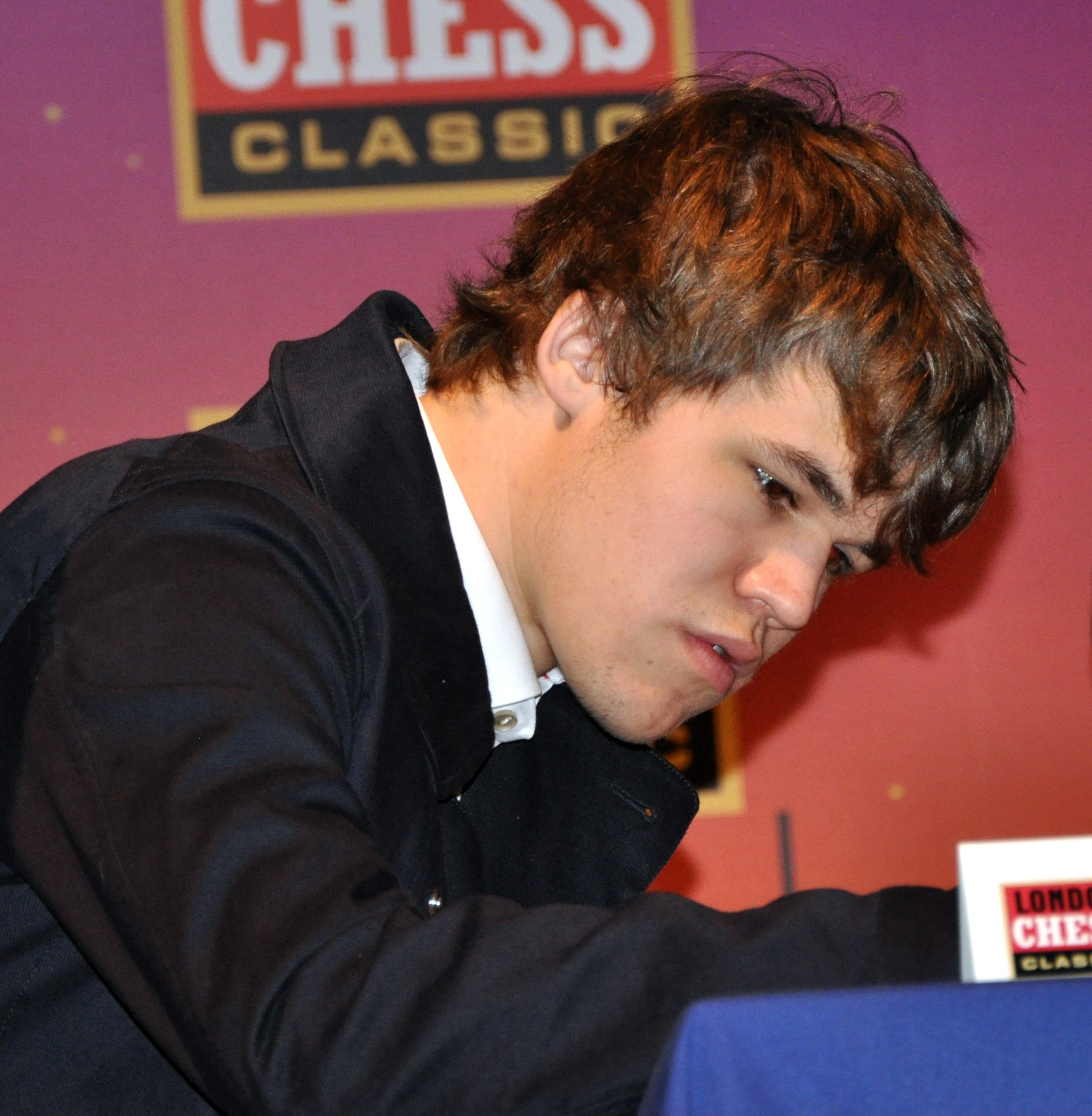
Carlsen al London Chess Classic de 2010.

El seu següent torneig fou el Grand Slam Masters Final els dies 9–15 d'octubre, per al qual s'havia classificat automàticament en guanyar tres dels quatre torneigs del Grand Slam que s'havien disputat l'any anterior (Nanjing Pearl Spring 2009, Corus 2010, Bazna Kings 2010). A més de Carlsen, en la final jugava el campió del món Anand i els dos jugadors amb més puntuació a la fase preliminar celebrada a Xanghai al setembre: Kràmnik i Xírov. La mitjana d'Elo dels participants en aquell moment era 2789, cosa que va fer de la final del Grand Slam Final el torneig d'escacs més fort de la història. En la primera ronda, Carlsen va perdre amb negres contra Kràmnik; aquesta fou la seva segona derrota consecutiva contra Kràmnik, i va situar el seu lloc com a número 1 del món en perill. En la segona ronda, Carlsen va perdre amb blanques contra Anand; fou la seva primera derrota amb blanques des de gener de 2010. Carlsen es va recuperar una mica en la darrera part del torneig, amb una victòria contra Xírov, i acabà amb 2½/6. El torneig el guanyà Kràmnik amb 4/6. Carlsen acabà el torneig amb un ràting de 2802, dos punts per darrere d'Anand amb 2804, fet que posava fi temporalment al regnat del noruec en el número 1 mundial. Això posava en qüestió algunes activitats de Carlsen fora del món dels escacs, com ara fer de model per G-Star Raw, que el podrien estar distraient. Carlsen va dir que no creia, però, que hi hagués una connexió directa entre aquests fets.
El seu següent torneig fou el Pearl Spring entre els dies 19–30 d'octubre, a Nanquín, Xina, contra Anand, Topàlov, Vugar Gaixímov, Yue, i Étienne Bacrot. Aquest va ser l'únic torneig del 2010 en què coincidiren Anand, Carlsen i Topàlov, en aquell moment els tres primers jugadors del món, i fou el primer torneig en la història dels escacs a tenir tres jugadors que haguessin arribat als 2800 punts Elo. Amb victòries sobre Bacrot, Yue, i Topàlov amb blanques, se situà líder ràpidament, i va anar incrementant la seva sèrie de victòries amb blanques a Nanquín fins a les vuit. La sèrie fou aturada per unes taules contra Anand en la ronda set, però en la penúltima Carlsen va assegurar-se el primer lloc en guanyar Topàlov amb negres. Aquesta fou la seva segona victòria en aquest torneig contra l'ex número u del món; la seva puntuació final, 7/10 (amb una performance de 2903) el va deixar un punt sencer per sobre del segon, Anand.
En el Campionat del Món de semiràpides, celebrat a Moscou els dies 16–18 de novembre, Carlsen intentà defensar el seu títol de 2009. Amb una puntuació de 23½/38, hi va acabar en tercer lloc, per darrere de Radjabov i del campió Levon Aronian. Després del torneig, va jugar un matx privat de 40 partides semiràpides contra Hikaru Nakamura, a qui va guanyar amb un marcador de 23½–16½.
Carlsen va guanyar el London Chess Classic, celebrat els dies 8–15 de desembre, i que comptava amb un quadre on hi havia el campió del món Anand, Vladímir Kràmnik, Nakamura, i els britànics, Nigel Short, David Howell, i Luke McShane. Carlsen va començar de manera irregular, perdent contra McShane i Anand en les rondes 1 i 3, però guanyant amb blanques contra Adams i Nakamura en les rondes 2 i 4. Va assolir el lideratge amb una victòria sobre Howell en la ronda 5, i va aconseguir mantenir-s'hi després d'unes taules contra Kràmnik en la ronda 6, abans de batre Short en la darrera ronda. Com que el torneig es disputava amb el sistema de tres punts per victòria, el marcador +4 −2 =1 de Carlsen el va situar per davant d'Anand i McShane que van puntuar +2 =5.

### 2011
Carlsen va competir en el grup GM-A del Torneig Tata Steel (Corus) entre els dies 14–30 de gener, a Wijk aan Zee, defensant el seu títol de l'any anterior; el quadre incloïa el Campió del món Viswanathan Anand, Levon Aronian, l'excampió del món Vladímir Kràmnik, Alexander Grischuk, Hikaru Nakamura, i l'excampió del món de la FIDE Ruslan Ponomariov, entre d'altres. Malgrat que va perdre partides amb blanques contra Anish Giri i contra el campió de Rússia regnant Ian Nepómniasxi, Carlsen va acabar amb 8/13, amb victòries contra Kràmnik i el guanyador del torneig, Nakamura. Tot i que l'actuació li permeté incrementar el seu Elo de 2814 a 2815, el marcador de 8½/13 d'Anand va elevar el seu Elo a 2817, cosa que en feia el número 1 del món per a la Llista d'Elo de la FIDE de març de 2011.
La primera victòria en torneig del 2011 fou al Bazna Kings, un round robin a doble ronda a Mediaş els dies 11–21 de juny. Carlsen hi acabà amb 6½/10, igualat amb Serguei Kariakin però amb millor desempat. Carlsen va guanyar les seves partides amb blanques contra Nakamura, Nisipeanu, i Ivantxuk i entaulà la resta de partides.
La final del Grand Slam es va celebrar en format round robin a doble volta, amb sis jugadors, a São Paulo (del 25 de setembre a l'1 d'octubre) i Bilbao (del 5 a l'11 d'octubre). Tot i que Carlsen va començar sense gaire empenta, i perdé contra el jugador de menys Elo del torneig, Paco Vallejo, va acabar amb +3 −1 =6, igualat amb Ivantxuk (que va fer +4 −3 =3 i empatà amb Carlsen gràcies als tres punts per victòria). Carlsen va guanyar el desempat a ràpides. Els altres jugadors foren Anand, Aronian, Nakamura, i Vallejo Pons.
També va assolir la victòria al Memorial Tal, a Moscou, entre el 16 i el 25 de novembre, un round robin amb deu jugadors. Carlsen hi guanyà dues partides, contra Guélfand i Nakamura, i entaulà la resta. Tot i que va acabar empatat a punts amb Aronian, el superà en el desempat, determinat pel nombre més gran de partides amb negres; Carlsen disputà cinc partides amb negres per les quatre d'Aronian.
En el London Chess Classic, entre el 3 i el 12 de desembre, acabà tercer, rere Kràmnik i Nakamura. Hi va guanyar tres partides i n'entaulà cinc. Tot i que no va guanyar el torneig, sí que va incrementar el seu Elo, fins a un nou rècord personal de 2835.

### 2012

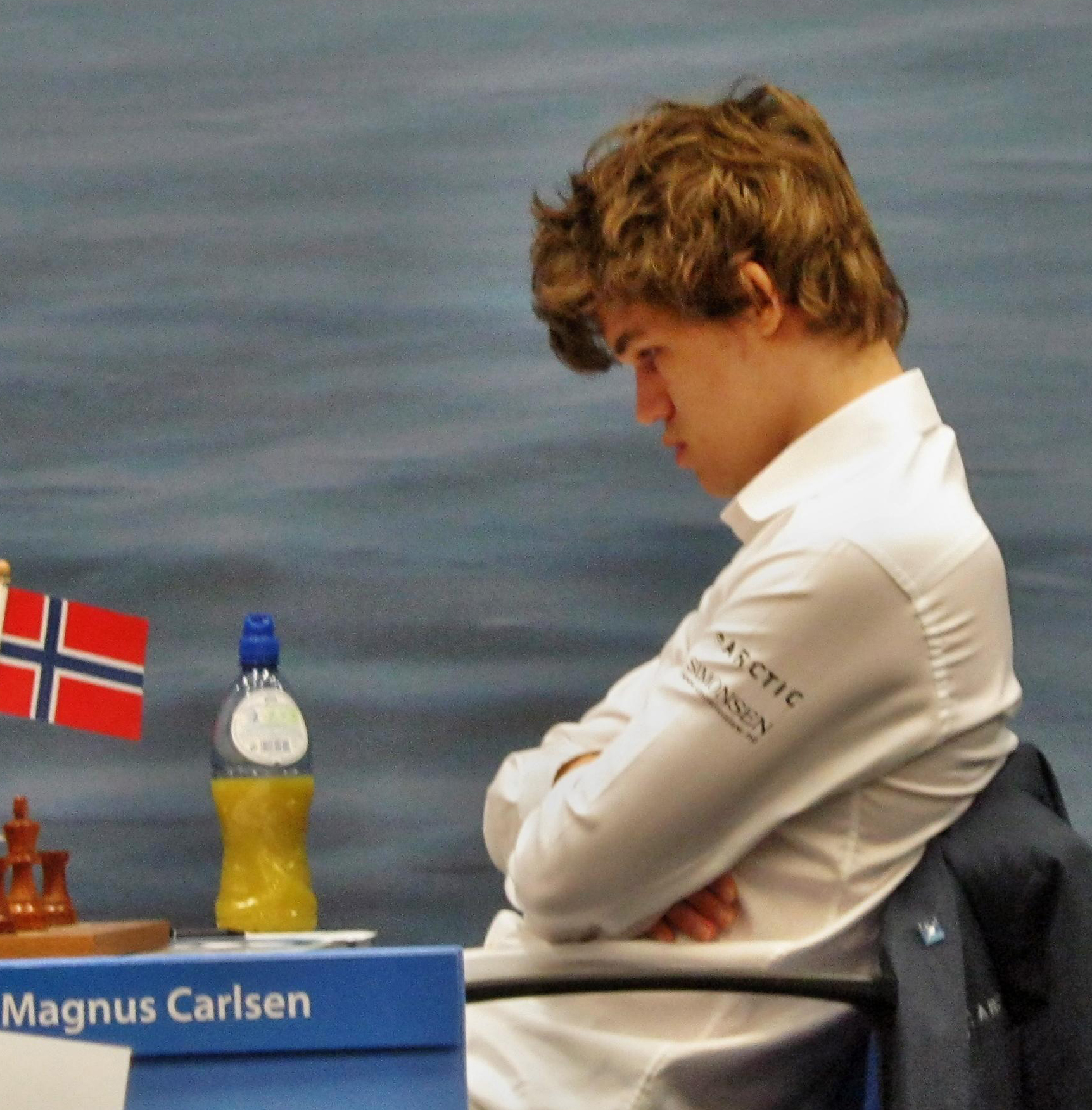
Carlsen al Torneig d'escacs Tata Steel de 2012.

En el torneig Tata Steel celebrat entre el 14 i el 29 de gener a Wijk aan Zee, Carlsen acabà empatat en segona posició amb 8/13, rere Aronian, i igualat amb Radjabov i Caruana. Hi va vèncer Gashimov, Aronian, Guélfand i Topàlov, però perdé contra Kariakin. En el torneig de ràpides del Memorial Tal, a Moscou, el 7 de juny, empatà en el primer lloc amb Morozévitx. En el torneig principal (un Categoria XXII amb deu jugadors), hi guanyà dues partides i n'entaulà set. Hi acabà en primer lloc, per davant de Radjabov i Caruana.
Posteriorment, fou segon al torneig de GMs de Biel, amb 18 punts, un per sota de Hao fent servir el sistema de puntuació 3–1–0. Igualment com en el Memorial Tal jugat anteriorment el 2012, Carlsen va aconseguir d'acabar el torneig invicte (+4 −0 =6). També va derrotar el campió, Hao, en els seus dos enfrontaments individudals. En el torneig d'exhibició de semiràpides anterior al torneig de GMs, fou eliminat (+1 −2 =0) en la primera ronda per Étienne Bacrot. Bacrot precisament va evitar que Carlsen guanyés el torneig principal, amb unes taules en la ronda final. Carlsen hauria guanyat el torneig amb una puntuació tradicional 1–½–0, amb 7/10.
La final del Grand Slam fou novament disputada per sistema round robin a sis jugadors, a São Paulo i Bilbao. Carlsen va començar amb una derrota contra Caruana, però després de tres victòries acabà amb +4 −1 =5, igualat en el primer lloc amb Caruana, i per davant d'Aronian, Kariakin i Anand. Carlsen guanyà el torneig vencent les dues partides del desempat contra Caruana.
Del 24 al 25 de novembre, va prendre part en el festival Segunda Gran Fiesta Internacional de Ajedrez a Ciutat de Mèxic. Com a part de l'esdeveniment, Carlsen va disputar una partida contra l'audiència online (batejada com "El Món") amb blanques, i guanyà. Posteriorment va prendre part en un torneig d'exhibició per knockout, el Cuadrangular UNAM. Carlsen va vèncer primer Lázaro Bruzón 1½–½, i es va classificar per a la final contra Judit Polgár (que havia vençut Manuel León Hoyos 1½–½). Carlsen va perdre la primera partida, i guanyà la segona, i després va vèncer Polgár en el desempat, per 2–0.
Al desembre va guanyar el London Chess Classic amb cinc victòries (sobre McShane, Aronian, Gawain Jones, Adams i Judit Polgár) i tres taules (contra Kràmnik, Nakamura i Anand). Aquest fou el tercer cop que Carlsen guanyava el torneig en els darrers quatre anys, i incrementà el seu Elo des de 2848 fins a un nou rècord de 2861, trencant l'anterior marca de Kaspàrov (que havia durat 13 anys), de 2851. Segons la performance, aquest fou un dels millors resultats de la història, amb 2994 punts.

### 2013

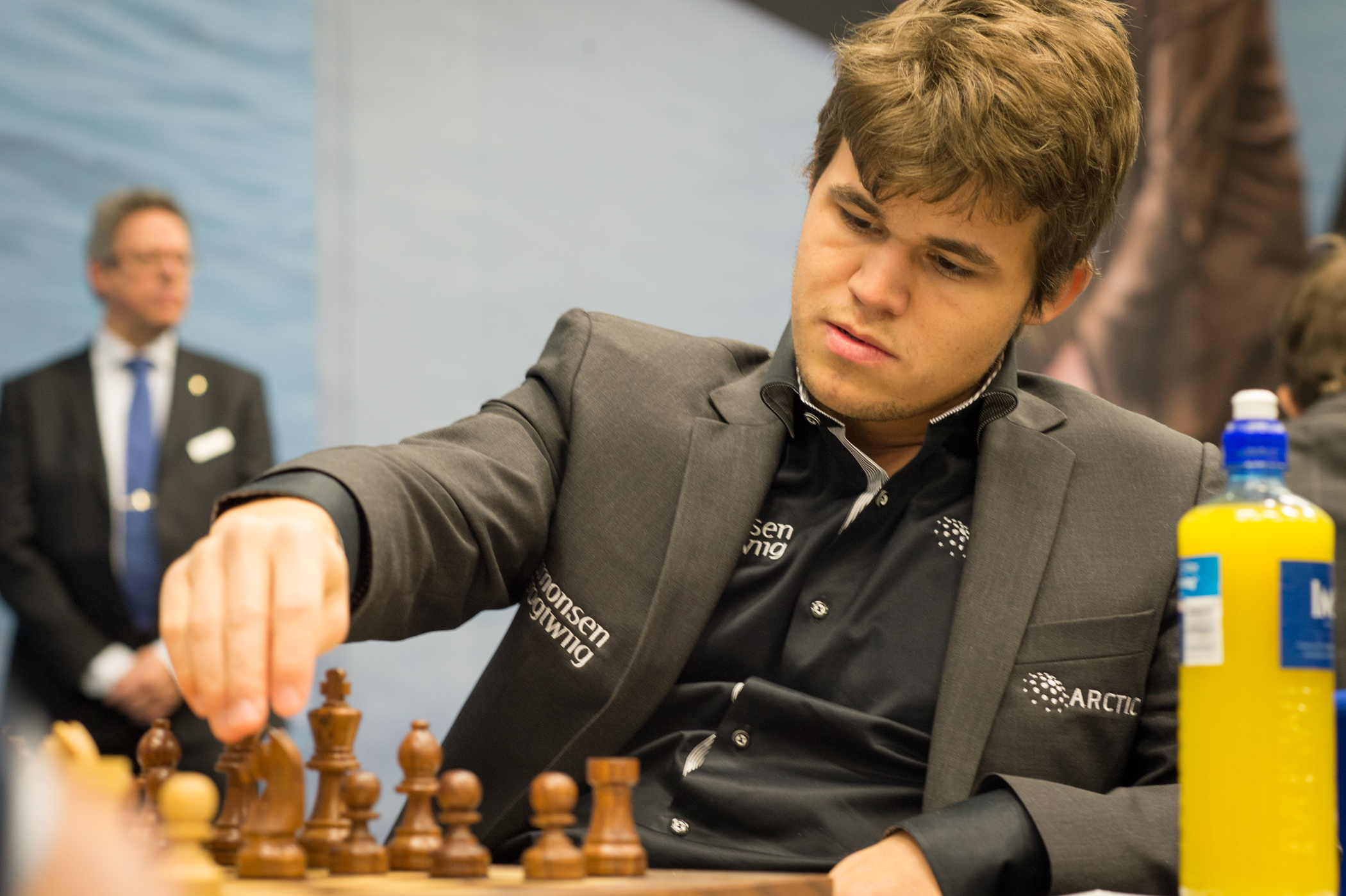
Carlsen a la setena ronda del Tata Steel a Wijk aan Zee, el 2013.

Carlsen va jugar en la 75a edició del torneig Tata Steel entre l'11 i el 27 de gener a Wijk aan Zee. En el torneig, de 13 rondes, va fer 10 punts (+7 −0 =6), i va guanyar amb 1½ punts d'avantatge sobre el segon classificat, Aronian. L'1 de febrer, el GM danès Peter Heine Nielsen va ingressar a l'equip d'assistents que ajudarien Carlsen a preparar el Torneig de Candidats del març. Abans d'això, Nielsen havia format part de l'equip de Viswanathan Anand's.
Carlsen va disputar el Torneig de Candidats del 2013, celebrat a Londres entre el 15 de març i l'1 d'abril. Hi va acabar amb +5 −2 =7, i va guanyar el torneig en el desempat sobre Vladímir Kràmnik. Va obtenir així el dret a disputar a Anand el títol de Campió del Món.
El maig va jugar en el torneig Norway Chess. Hi acabà segon, puntuant 5½/9 (+3 −1 =5), mig punt per darrere de Serguei Kariakin.
Entre el 12 i el 23 de juny, va jugar el Memorial Tal, i hi fou segon, amb 5½/9, mig punt per darrere de Borís Guélfand. Carlsen acabà el torneig amb +3−1=5, amb derrota contra Caruana, però victòries contra Anand, Kràmnik i Nakamura. Posteriorment, el mateix mes, va jugar un matx amistós de semiràpides contra Borki Predojević, que va guanyar per 2½–1½.
A la Sinquefield Cup, celebrada el setembre, Carlsen fou primer, puntuant +3 −0 =3, un punt per davant de Nakamura.

#### Campionat del món de 2013
Carlsen s'enfrontà a Anand al Campionat del món de 2013 a Chennai, Índia, del 9 al 28 de novembre. Les primeres quatre partides del matx van acabar en taules, però Carlsen va guanyar les dues següents. La setena i vuitena partida acabaren en taules, mentre que la novena fou una nova victòria per Carlsen. En fer taules a la desena, el 22 de novembre de 2013, Carlsen va esdevenir el 16è Campió del Món absolut.

### 2014

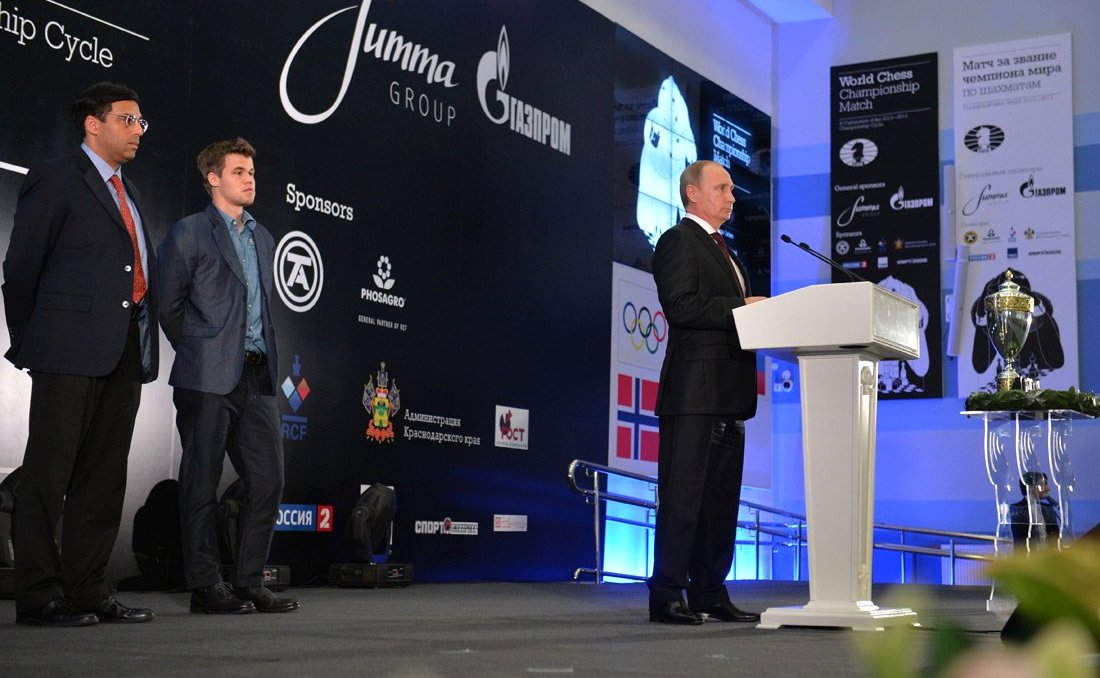
Carlsen a l'escenari en la cerimònia de clausura del Campionat del món d'escacs de 2014 a Sotxi, Rússia. A la foto hi surten també Vishy Anand i Vladímir Putin.

Entre el 29 de gener i el 4 de febrer, va participar en l'edició de 2014 del Zurich Chess Challenge, on va guanyar les ràpides prèvies (+2−1=2) i el torneig clàssic (+3−0=2). No ho va fer tan bé al torneig de ràpides (+1−2=2), però igualment va guanyar el torneig en puntuació combinada. Els altres participants en el torneig, el primer Categoria XXIII de la història, foren Aronian, Nakamura, Caruana, Guélfand i Anand.
El juny de 2014 Carlsen es proclama campió mundial d'escacs en la modalitat ràpida a Dubai amb mig punt d'avantatge respecte a quatre adversaris, entre els quals el seu predecessor, l'indi Viswanathan Anand.

#### Campionat del món de 2014
Carlsen es va enfrontar amb l'Anand en el matx pel títol de campió del món d'escacs al novembre de 2014, ja que Anand va aconseguir el dret en guanyar el Torneig de Candidats del 2014. La revenja es va celebrar del 7 al 23 de novembre a Sotxi, Rússia. Després d'11 de 12 partides, Carlsen va guanyar el matx per 6½ a 4½, i així va defensar amb èxit el seu títol de campió del món.
|                           | Ràting | Partida 1 8 Nov. | Partida 2 9 Nov. | Partida 3 11 Nov. | Partida 4 12 Nov. | Partida 5 14 Nov. | Partida 6 15 Nov. | Partida 7 17 Nov. | Partida 8 18 Nov. | Partida 9 20 Nov. | Partida 10 21 Nov. | Partida 11 23 Nov. | Partida 12 25 Nov. | Points |
| ------------------------- | ------ | ---------------- | ---------------- | ----------------- | ----------------- | ----------------- | ----------------- | ----------------- | ----------------- | ----------------- | ------------------ | ------------------ | ------------------ | ------ |
| Magnus Carlsen (Noruega)  | 2863   | ½                | 1                | 0                 | ½                 | ½                 | 1                 | ½                 | ½                 | ½                 | ½                  | 1                  | No va caldre       | 6½     |
| Viswanathan Anand (Índia) | 2792   | ½                | 0                | 1                 | ½                 | ½                 | 0                 | ½                 | ½                 | ½                 | ½                  | 0                  | No va caldre       | 4½     |

### 2015

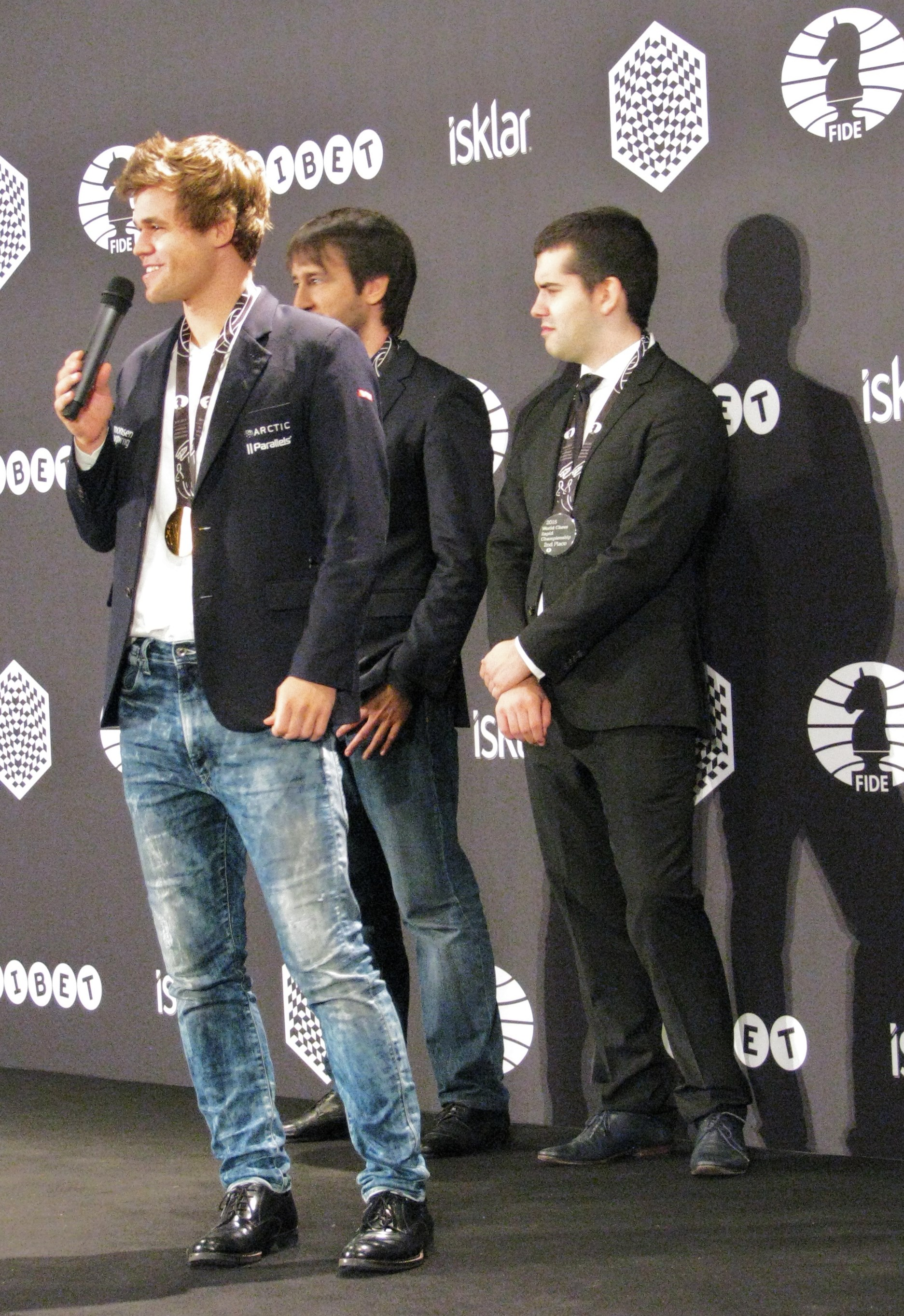
Carlsen a la cermiònia d'entrega de premis del Campionat del món de ràpides de 2015.

Magnus Carlsen va guanyar el 77è Torneig d'escacs Tata Steel amb 9 punts (+6-6=1) que es va jugar entre els dies 9 i 25 de gener pel sistema round-robin de 14 jugadors, fent una performance de 2878, mig punt més que els quatre segons classificats: Maxime Vachier-Lagrave, Anish Giri, Wesley So i Liren Ding.
Entre el 2 i el 9 de febrer va guanyar el fort 3r Grenke Chess Classic, un Cat. XX, amb 4½ punts, després de derrotar Arkadij Naiditsch en el desempat.
A Alemanya entre el 10 i el 12 d'octubre, per segon any consecutiu fou campió del món d'escacs actius amb 11½ punts de 15 partides (+8-0=7), fent una performance de 2916, i a un punt dels tres segons classificats: Ian Nepómniasxi, Teimur Radjàbov i Leinier Domínguez Pérez.
El desembre de 2015 fou campió del London Chess Classic 2015 en liderar juntament amb Maxime Vachier-Lagrave i Anish Giri amb 5½ de 9 i guanyar el play-off final de desempat contra Maxime Vachier-Lagrave per 1½ a ½. El mateix mes guanya l'Obert de Qatar amb 7 punts de 9, els mateixos punts que Yu Yangyi però amb millor desempat.

### 2016
Magnus Carlsen va guanyar el 78è Torneig d'escacs Tata Steel amb 9 punts (+5-8=0) que es va jugar entre els dies 16 i 31 de gener pel sistema round-robin de 14 jugadors, fent una performance de 2880, un punt més que els dos segons classificats: Fabiano Caruana i Liren Ding.
A l'abril guanyà per primer cop el Norway chess, en la seva quarta edició, amb 6 punts de 9, mig punt per davant de Levon Aronian i malgrat que aquest el guanyà.
Del 17 al 20 de juny, Carlsen va jugar a Leuven el Grand Chess Tour. Va acabar primer la part de semiràpides del torneig amb 12/18 (+5–2=2; dos punts per victòria) i també primer en ràpides, amb 11/18 (+7–3=8) per acabar en primer lloc a la classificació conjunta amb 23/36, dos punts i mig per davant del finalista, Wesley So.
El juliol de 2016 guanyà la Final de Mestres del Grand Slam de Bilbao per tercer cop amb 17 punts (+4 =5 -1) amb una avantatge de 5 punts per davant del segon classificat Hikaru Nakamura. La seva única derrota fou contra Nakamura, qui mai abans havia guanyat Carlsen en partides clàssiques. També en aquest torneig, Carlsen va guanyar per primer cop Anish Giri en partida clàssica.
El setembre, Carlsen va jugar deu partides representant Noruega a l'Olimpíada d'escacs de 2016, amb cinc victòries i cinc taules, que van ajudar els noruecs a ser cinquens entre els 180 equips de la competició.
Carlsen també va participar al torneig Grandmaster Blitz Battle Championship de Chess.com. Hi va vèncer Tigran L. Petrosian 21 a 4 en primera ronda, i Aleksandr Grisxuk 16 a 8 a la semifinal. El 27 d'octubre va jugar contra Nakamura a la final, en la qual van jugar semiràpides i ràpides durant tres hores, fins que Carlsen guanyà Nakamura 14½ a 10½ per esdevenir el campió de la primera edició del torneig.
Del 26 al 30 de desembre, Carlsen va jugar els Campionats del Món de ràpides i de semiràpides a Doha, Qatar. Va puntuar 11/15 al de semiràpides, acabant tercer al desempat per darrere d'Ivantxuk i Grisxuk. Al de ràpides, hi va puntuar 16½/21, essent segon al desempat rere Karjakin, i 2 punts per damunt de la resta de participants.

#### Campionat del món de 2016
El novembre de 2016 a Nova York, el mateix dia del seu aniversari, Carlsen revalidà el títol de campió del món davant de l'aspirant Serguei Kariakin. Després de les dotze partides a ritme clàssic acabés en empat a 6 punts, Carlsen guanyà per 3 a 1 a Serguei Kariakin en les quatre partides de desempat a ritme ràpid. Acabà la darrera partida amb un sacrifici de dama amb abandonament immediat de Kariakin davant l'amenaça d'escac i mat en la següent jugada.
|                        | Ràting | Partides clàssiques | Partides clàssiques | Partides clàssiques | Partides clàssiques | Partides clàssiques | Partides clàssiques | Partides clàssiques | Partides clàssiques | Partides clàssiques | Partides clàssiques | Partides clàssiques | Partides clàssiques | Partides ràpides | Partides ràpides | Partides ràpides | Partides ràpides | Punts |
| 1                      | Ràting | 2                   | 3                   | 4                   | 5                   | 6                   | 7                   | 8                   | 9                   | 10                  | 11                  | 12                  | 13                  | 14               | 15               | 16               |                  | Punts |
| ---------------------- | ------ | ------------------- | ------------------- | ------------------- | ------------------- | ------------------- | ------------------- | ------------------- | ------------------- | ------------------- | ------------------- | ------------------- | ------------------- | ---------------- | ---------------- | ---------------- | ---------------- | ----- |
| Serguei Kariakin (RUS) | 2772   | ½                   | ½                   | ½                   | ½                   | ½                   | ½                   | ½                   | 1                   | ½                   | 0                   | ½                   | ½                   | ½                | ½                | 0                | 0                | 6 (1) |
| Magnus Carlsen (NOR)   | 2853   | ½                   | ½                   | ½                   | ½                   | ½                   | ½                   | ½                   | 0                   | ½                   | 1                   | ½                   | ½                   | ½                | ½                | 1                | 1                | 6 (3) |

### 2017

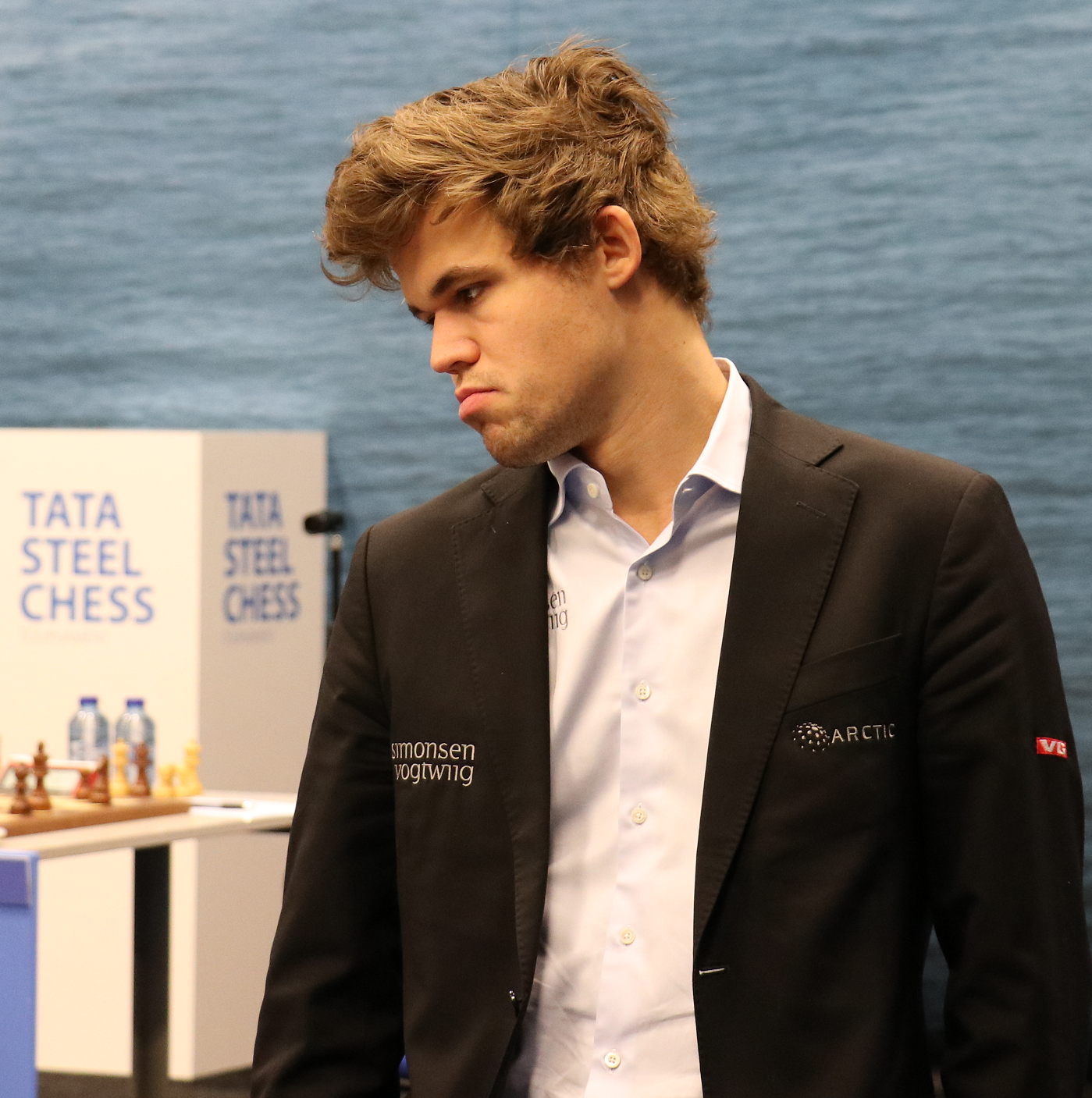
Carlsen al 79è Torneig d'escacs Tata Steel, el 29 de gener de 2017.

El gener, Carlsen va participar en la 79a edició del Torneig d'escacs Tata Steel. Va començar bé, amb dues victòries i quatre taules en les sis primeres partides, però no va veure un mat en tres contra Giri a la setena ronda, cosa que Giri va descriure com al "moment més embarasós" de la carrera de Carlsen. Carlsen perdé llavors a la vuitena ronda contra Richárd Rapport, i finalment fou segon amb 8/13 (+4–1=8), un punt darrera el campió Wesley So.
L'abril de 2017 empatà al segon lloc amb Fabiano Caruana al fort Grenke Chess Classic, un punt i mig per sota del campió Levon Aronian. A causa d'això, l'Elo FIDE de Carlsen va caure fins als 2832 punts, el seu Elo més baix des del novembre de 2011 (2826).
Carlsen va participar en la cinquena edició del Norway Chess entre el 6 i el 16 de juny. Hi va tenir una mala actuació, amb una performance de 2755, la seva més baixa des de 2015 (2670, al Campionat d'Europa per equips). Va acabar novè en el torneig round-robin amb 4/9 (+1–2=6), perdent contra Aronian i Kramnik i guanyant contra Karjakin. Aronian va guanyar el torneig amb 6/9 (+3–0=6).
Carlsen va jugar a París el Grand Chess Tour 2017, que es va celebrar entre el 21 i el 25 de juny. Fou primer a les semiràpides amb 14/18 (+5–0=4; dos punts per victòria) i cinquè a les ràpides amb 10/18 (+8–6=4) per acabar primer en el còmput global empatat amb Vachier-Lagrave. Carlsen va batre llavors Vachier-Lagrave al playoff per guanyar el torneig en solitari.
Entre el 28 de juny i el 2 de juliol va jugar la segona volta del Grand Chess Tour a Leuven. Va guanyar el torneig de forma convincent, puntuant 11/18 (+3–1=5; dos punts per victòria) a les semiràpides i 14½/18 (+12–1=5) a les ràpides, per un global de 25½/36, tres punts per davant del segon, Wesley So. La seva performance en les ràpides fou de 3018, la qual fou descrita per Garri Kaspàrov com a "fenomenal". A més a més, Leonard Barden, escrivint per The Guardian, va dir que una performance com aquesta només és equiparable a la de Fischer quan va puntuar 19/22 al Campionat del món d'escacs de ràpides de 1970.
Entre el 2 i l'11 d'agost, Carlsen va disputar la Copa Sinquefield, el primer torneig clàssic del Grand Chess Tour. Hi va empatar al segon lloc amb Anand, amb una puntuació de 5½/9 (+3–1=5). Hi assolí tres victòries (contra Kariakin, So i Aronian) i la seva única derrota fou contra Vachier-Lagrave, el guanyador del torneig amb 6/9 (+3–0=6). Aquest resultat va deixar Carlsen en primer lloc de la classificació del Grand Chess Tour amb 34 punts, tres per davant del segon classificat, Vachier-Lagrave.
El setembre, va disputar la Copa del Món 2017. La seva participació, en tant que Campió del món, fou del tot inusual, ja que la Copa del Món era precisament part del cicle pel Campionat del món de 2018. Hi va vèncer Oluwafemi Balogun +2–0=0 en primera ronda, i Aleksey Dreev +2–0=0 en la segona. Fou vençut i eliminat en tercera ronda per Bu Xiangzhi +0–1=1.
L'1 d'octubre, Carlsen va guanyar l'Obert de l'Illa de Man, torneig que es va celebrar entre el 23 de setembre i l'u d'octubre. Hi va puntuar 7½/9 (+6–0=3), mig punt per sobre de Nakamura i Anand, amb una performance de 2903. Aquesta fou la primera victòria de Carlsen en un torneig de ritme clàssic en 435 dies.
Del 9 al 14 de novembre, Carlsen es va enfrontar a Ding Liren al Champions Showdown 2017, un matx a 10 partides semiràpides i 20 de ràpides, hostatjat pel Saint Louis Chess Club. Carlsen va guanyar, amb un marcador de 22–8 (+16–2=12).
De l'1 a l'11 de desembre, Carlsen va competir al London Chess Classic 2017, l'esdeveniment final del Grand Chess Tour. Hi acabà cinquè, amb una puntuació de 5/9 (+2–1=6). Caruana va empatar al primer lloc amb Ian Nepómniasxi amb 6/9 (+3–0=6) i va guanyar el torneig en derrotar Nepómniasxi 2½–1½ al desempat a ràpides. El cinquè lloc de Carlsen li va atorgar 7 punts a la classificació general acumulada, cosa que fou suficient per coronar-lo campió del Grand Chess Tour 2017.
Del 26 al 30 de desembre, Carlsen va disputar els Campionats del món de ràpides i de semiràpides de 2017, disputats a Riad, Aràbia Saudita. Va acabar cinquè a les semiràpides, puntuant 10/15 (+8–3=4). Anand va compartir el primer lloc a les semiràpides amb Vladímir Fedosséiev amb 10½/15, i va guanyar el torneig després de derrotar Fedosséiev al desempat. Carlsen va guanyar el torneig de ràpides, puntuant-hi 16/21 (+13–2=6), un punt i mig per damunt dels perseguidors, 
Kariakin i Anand. Aquest fou la tercera victòria de Carlsen al Campionat del món de ràpides.

### 2018

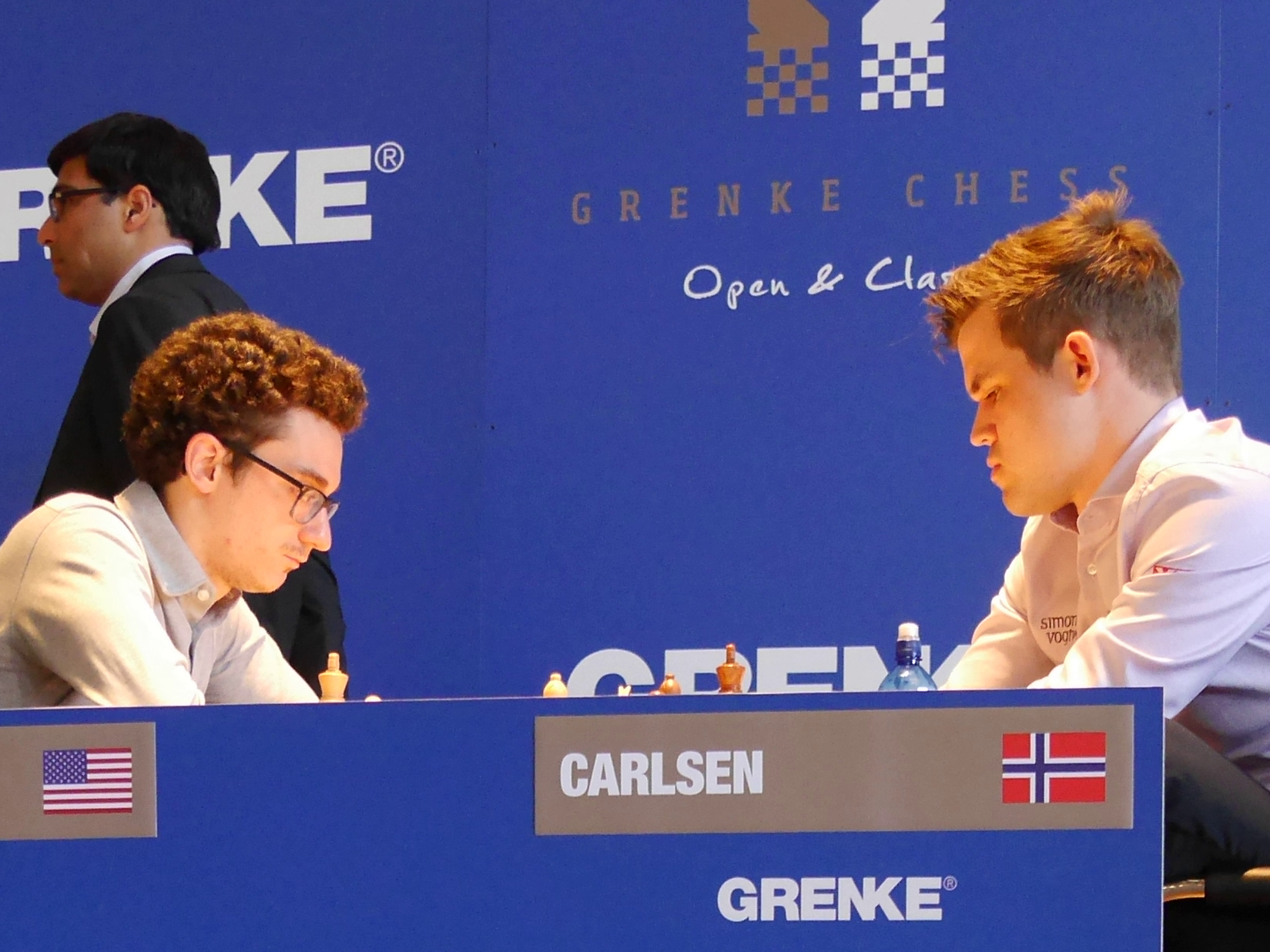
Carlsen enfrontant-se a Caruana al 5è Grenke Chess Classic, el 31 de març de 2018

Des de l'octubre de 2017 al gener de 2018, Carlsen va disputar la segona edició del campionat d'escacs ràpids de Chess.com. Hi va derrotar Qadir Huseynov, So i Grisxuk a les primeres tres rondes 20½–5½, 27½–9½ i 15½–10½, respectivament. El 3 de gener va vèncer Nakamura 18–9 a la final, guanyant així el torneig per segon cop seguit.
Del 13 al 28 de gener, Carlsen va jugar el 80è Tata Steel. Hi va empatar al primer lloc amb Giri, amb una puntuació de 9/13 (+5−0=8). Carlsen va derrotar Giri 1½–½ al desempat a ràpides, guanyant així el torneig per sisè cop, rècord absolut. El febrer, Carlsen va guanyar el Campionat no oficial d'escacs aleatoris de Fischer, derrotant Nakamura amb un marcador de 14–10.
Carlsen fou segon, amb una puntuació de 5½/9 (+2–0=7) al 5è Grenke Chess Classic, que es va celebrar entre el 31 de març i el 9 d'abril. El guanyador del torneig fou Caruana amb 6½/9 (+4–0=5). Posteriorment Carlsen va guanyar la cinquena edició del Shamkir Chess, celebrada entre el 18 i el 28 d'abril, amb una puntuació de 6/9 (+3–0=6), el primer destacat. Entre el 28 de maig i el 7 de juny, va disputar la sisena edició del Norway Chess, on acabà segon, amb 4½/8 (+2–1=5), mig punt per darrere del vencedor, Caruana. Hi va derrotar Caruana i Aronian a les rondes 1 i 3, respectivament, però va perdre contra So a la ronda 6.
Carlsen va participar al 51è Torneig de Biel, entre el 23 de juliol i l'1 d'agost. Hi fou segon, amb 6/10 (+3–1=6), un punt i mig per darrera el campió, Mamedyarov. L'agost, va jugar a la 6a Sinquefield Cup, on empatà al primer lloc amb Caruana i Aronian amb 5½/9 (+2–0=7), i hi va compartir el títol. Carlsen va representar el Vålerenga sjakklubb al 34è Campionat d'Europa de Clubs celebrat a l'octubre; hi puntuà 3½/6 (+1–0=5), i el seu equip acabà cinquè a la classificació.
Entre el 26 i el 30 de desembre, Carlsen va disputar el Mundial de semiràpides i el Mundial de ràpides de 2018, celebrats a Sant Petersburg, Rússia. Va perdre tres de les vuit primeres partides —incloses les dues primeres— amb rivals de molt menys nivell que ell, al torneig de semiràpides. Malgrat una gran remontada, no a assolir medalla, acabant cinquè amb 10½/15 (+9–3=3). De tota manera, va defensar el seu títol en ràpides, acabant clarament primer i imbatut, amb un marcador de 17/21 (+13–0=8).

#### Campionat del món de 2018
Carlsen es va enfrontar a Fabiano Caruana al Campionat del món d'escacs de 2018, a Londres. El matx, a dotze partides, organitzat per la FIDE, es disputà entre el 9 i el 28 de novembre. Les dotze partides a ritme clàssic acabaren en taules, i Carlsen va acabar retenint el títol en vèncer Caruana 3–0 en les partides ràpides de desempat. Carlsen va citar com a "crítica" la primera d'aquestes partides, i va dir que es va sentir "molt tranquil" després de guanyar-la.
|                       | Ràting | Partides del matx regular | Partides del matx regular | Partides del matx regular | Partides del matx regular | Partides del matx regular | Partides del matx regular | Partides del matx regular | Partides del matx regular | Partides del matx regular | Partides del matx regular | Partides del matx regular | Partides del matx regular | Partides de desempat | Partides de desempat | Partides de desempat | Punts |
| 1                     | Ràting | 2                         | 3                         | 4                         | 5                         | 6                         | 7                         | 8                         | 9                         | 10                        | 11                        | 12                        | 13                        | 14                   | 15                   |                      | Punts |
| --------------------- | ------ | ------------------------- | ------------------------- | ------------------------- | ------------------------- | ------------------------- | ------------------------- | ------------------------- | ------------------------- | ------------------------- | ------------------------- | ------------------------- | ------------------------- | -------------------- | -------------------- | -------------------- | ----- |
| Magnus Carlsen (NOR)  | 2835   | ½                         | ½                         | ½                         | ½                         | ½                         | ½                         | ½                         | ½                         | ½                         | ½                         | ½                         | ½                         | 1                    | 1                    | 1                    | 6 (3) |
| Fabiano Caruana (USA) | 2832   | ½                         | ½                         | ½                         | ½                         | ½                         | ½                         | ½                         | ½                         | ½                         | ½                         | ½                         | ½                         | 0                    | 0                    | 0                    | 6 (0) |

### 2019
El gener de 2019 guanyà la 81a edició del torneig Tata Steel, mig punt per davant d'Anish Giri, establint un rècord de victòries en el torneig de set consecutives.
Carlsen va participar en la sisena edició del Shamkir Chess, celebrada entre el 31 de març i el 9 d'abril. Hi acabà primer en solitari amb 7/9 (+5−0=4), dos punts per davant del segon, Ding. Carlsen va dir a la cerimònia de cloenda que era "un dels millors torneig que mai he jugat, tant en termes de performance com de qualitat de les partides." Posteriorment a l'abril, Carlsen va guanyar el 6è Grenke Chess Classic. Hi fou primer amb 7½/9 (+6−0=3) i va incrementar el seu elo fins als 2875 punts.
A començaments de maig, Carlsen va guanyar el Côte d'Ivoire Rapid & Blitz, primera volta del Grand Chess Tour 2019, amb una puntuació de 26½/36. A finals de mes, Carlsen va guanyar el seu sisè torneig seguit, en vèncer el Lindores Abbey Chess Stars Tournament, un torneig a doble volta a quatre jugadors, en què hi participaven també Anand, Ding, i Kariakin. La puntuació de Carlsen fou 3½/6 (+1−0=5).
El juny, va guanyar la setena edició del Norway Chess. Amb una puntuació de 13½/18, va treure tres punts d'avantatge als seus perseguidors. Entre el 26 de juny i el 7 de juliol, Carlsen va participar en la segona volta del Grand Chess Tour 2019, celebrada a Zagreb. Hi fou clarament primer amb 8/11 (+5−0=6), i va millorar el seu Elo fins als 2882 punts, igualant el seu màxim històric, de 2014. Aquesta fou la vuitena victòria consecutiva de Carlsen en un torneig.
Entre el 10 i el 14 d'agost, Carlsen participà a la quarta volta del Grand Chess Tour 2019, el torneig de semiràpides i ràpides de St. Louis. Hi va tenir una pobra actuació, amb 8/18 (+3−4=2, punts doblats) en semiràpides i 9/18 (+6−6=6) en ràpides, per un total combinat de 17/36, cosa que el va situar en sisena posició. Va dir al final del primer dia de ràpides: "Tot m'està anant malament. La meva confiança s'ha esvaït... en aquest punt simplement ja no em preocupo més i espero que comencin novament les partides a ritme clàssic." El cinquè torneig, la 7a Sinquefield Cup, fou un torneig a ritme clàssic. Carlsen va guanyar les seves dues darreres partides i aconseguí empatar al primer lloc amb 6½/11 (+2−0=9) amb Ding, però va perdre el desempat per 1–3, empatant dues semiràpides per després perdre dues ràpides consecutives.
L'octubre de 2019 fou sisè al fort Gran Torneig Suís de la FIDE de 2019 a l'Illa de Man amb 7½/11 (+4−0=7) (el campió fou Wang Hao). Hi va estendre la seva ratxa de partides seguides sense perdre a ritme clàssic a 101, superant el rècord de Ding de 100 partides. Les 101 partides havien estat 33 victòries i 68 taules.
Entre el 27 d'octubre i el 2 de novembre, Carlsen va jugar al primer FIDE World Fischer Random Chess Championship oficial. Estava classificat d'entrada per la semifinal, com a campió del Fischer Random Chess no oficial. Va derrotar Fabiano Caruana a les semifinals 12½–7½, però va perdre contra Wesley So a la final 13½–2½. A les darreries de novembre, Carlsen va guanyar el Tata Steel Rapid & Blitz, torneig final del Grand Chess Tour 2019, amb una puntuació de 27/36. Al London Chess Classic de 2019, al desembre, final del Grand Chess Tour, Carlsen fou derrotat a les semifinals per Vachier-Lagrave al desempat, 15½–14½. Finalment va guanyar Levon Aronian per obtenir el tercer lloc.

### 2020
Va quedar subcampió al torneig Tata Steel (el campió fou Fabiano Caruana).
Degut a la pandèmia, ha jugat torneigs on-line i va guanyar el seu propi torneig, el Magnus Carlsen Invitational, després de superar en semifinals al fort jugador xinès, Ding Liren i guanyar a la final per 2,5-1,5 a Hikaru Nakamura.

### 2021
El gener de 2021 va participar al magistral del torneig Tata Steel de 2021, on hi acabà sisè, un punt per sota del campió Jorden van Foreest, un resultat molt dolent, en una de les pitjors actuacions de la seva carrera.

## Guardons i distincions
Carlsen va guanyar l'Oscar dels escacs dels anys 2009, 2010, 2011 i 2012. Aquest guardó, entregat per la revista russa 64, s'entrega al millor jugador de l'any segons un grup d'entesos en escacs, crítics, escriptors i periodistes, d'arreu del món. El diari noruec Verdens Gang el va premiar amb el seu "Nom de l'any" (Årets navn) dos cops, el 2009, i el 2013. VG també el va nomenar "Esportista de l'any" el 2009. Aquell any també va guanyar el Folkets Idrettspris, un premi triat pel públic del diari Dagbladet. El 2011 va obtenir el Premi Peer Gynt, un guardó honorífic noruec entregat anualment a la "persona o institució que hagi assolit distinció en societat"; l'any següent va repetir com a guanyador del Folkets Idrettspris. El 2013 la revista Time el va nomenar com una de les 100 persones més influents del món.

## Estil de joc
Quan era més jove, Carlsen era conegut pel seu estil agressiu, i, segons Agdestein, el seu joc es caracteritzava per «no tenir gens de por a oferir material per activitat». La seva victòria contra Sipke Ernst en l'edició de 2004 del grup C de Wijk aan Zee, que acabà amb un mat de les xarreteres, fou admirada per molts altres jugadors. En madurar, Carlsen va descobrir que aquesta mena de joc arriscat no era gaire adequada contra l'elit mundial. Quan va començar a jugar en torneigs d'elit, tenia dificultats contra els millors jugadors, i no aconseguia treure avantatge de l'obertura. Per progressar, l'estil de Carlsen va esdevenir més universal, capaç de lluitar bé en tota mena de posicions. En l'obertura, comença tant amb 1.d4 com amb 1.e4, així com amb 1.c4 i 1.Cf3 de vegades, cosa que fa molt difícil per als oponents de preparar-se contra ell. Ievgueni Svéixnikov ha criticat els plantejaments d'obertura de Carlsen, dient en una entrevista el 2013 que sense una preparació amb una visió més «científica», «el seu futur no sembla gaire prometedor».
[Carlsen] és conegut per haver dit que no li interessa la preparació d'obertures; el seu principal punt fort és el mig joc, en el qual tracta de superar la majoria dels seus rivals mitjançant el joc posicional. ... El seu repertori està encaminat a evitar una crisi massa aviat en la partida. Invariablement tracta de passar a un mig joc que permeti ésser tractat des d'un punt de vista estratègic. 
Garri Kaspàrov, que va entrenar Carlsen entre 2009 i 2010, va dir que Carlsen té un estil posicional similar al d'excampions del món com Anatoli Kàrpov, José Raul Capablanca i Vassili Smislov, més que un estil tàctic com el d'Aleksandr Alekhin, Mikhaïl Tal o ell mateix. Segons el mateix Carlsen, de tota manera, ell no té preferències en termes d'estil de joc. El 2013, Kaspàrov va dir que «Carlsen és una combinació de Kàrpov [i] Fischer. Obté les seves posicions [i] llavors mai afluixa la mossegada de bulldog. Esgotador per als oponents.»" Anand ha dit de Carlsen: «La majoria de les idees se li ocorren de manera absolutament natural. També és molt flexible, coneix totes les estructures i pot jugar pràcticament qualsevol posició. ... Magnus pot literalment fer-ho pràcticament tot.»" Kaspàrov va expressar-se en termes similars: «[Carlsen] té l'habilitat d'avaluar correctament qualsevol posició, cosa de què només Kàrpov podia presumir abans d'ell.» En una entrevista de 2012, Vladímir Kràmnik atribuïa gran part de l'èxit de Carlsen contra altres jugadors d'elit al seu «excel·lent estat de forma física», i a la seva habilitat per evitar «lapsus psicològics», cosa que li permet de mantenir un alt nivell mitjà de joc en partides llargues i cap al final dels torneigs, quan els nivells d'energia dels altres ja han caigut.

L'habilitat de Carlsen en el final ha estat descrita com una de les millors de la història. Jon Speelman, analitzant alguns dels finals de Carlsen en l'edició de 2012 del London Classic (en particular les seves victòries contra McShane, Aronian, i Adams), va descriure el que ell anomenà l'«efecte Carlsen»: 
... a través de la força combinada de la seva capacitat i, no menys important, de la seva reputació, condueix els seus oponents cap als errors. ... Segueix jugant per sempre, calmadament, metòdicament, i potser el més important de tot, sense por: calculant molt bé, amb molt pocs errors en el moment, i una bona proporció de les «millors de les millors» jugades. Això el converteix en un monstre i fa que molts oponents defalleixin.

## Marcadors particulars contra destacats Grans Mestres
(No hi són incloses les partides semiràpides, ràpides, i a cegues; els números signifiquen +victòries −derrotes =taules a data 22 de novembre de 2013.)

Destacats en negreta, els jugadors que han estat campions del món indiscutits
- Michael Adams +7−1=4
- Ievgueni Alekséiev +0−2=7
- Viswanathan Anand +9−7=35
- Levon Aronian +10−4=28
- Étienne Bacrot +3−0=7
- Ferenc Berkes +0−1=0
- Lázaro Bruzón +1−1=1
- Fabiano Caruana +5−4=7
- Leinier Domínguez +5−0=5
- Vugar Gaixímov +1−0=3
- Borís Guélfand +4−1=9
- Anish Giri +0−1=5
- Aleksandr Grisxuk +2−0=8
- Wang Hao +3−2=1
- Pentala Harikrishna +1−1=2
- Vasil Ivantxuk +8−3=14
- Dmitri Iakovenko +4−0=2
- Baadur Jobava +1−2=2
- Gata Kamsky +3−2=6
- Serguei Kariakin +3−1=14
- Vladímir Kràmnik +4−4=13
- Péter Lékó +2−3=10
- Vladímir Malàkhov +0−0=4
- Xakhriar Mamediàrov +3−1=6
- Luke McShane +3−1=3
- Aleksandr Morozévitx +3−0=8
- Serguei Movsesian +0−1=2
- Arkadij Naiditsch +3−1=7
- Hikaru Nakamura +11−0=16
- David Navara +1−1=3
- Ian Nepómniasxi +0−3=1
- Judit Polgár +2−0=1
- Ruslan Ponomariov +2−1=3
- Teimur Radjàbov +8−2=18
- Krishnan Sasikiran +0−0=3
- Aleksei Xírov +6−2=8
- Nigel Short +2−0=3
- Sanan Siuguírov +0−1=0
- Piotr Svídler +1−2=10
- Ievgueni Tomaixevski +0−0=1
- Vesselín Topàlov +8−3=8
- Maxime Vachier-Lagrave +2−1=4
- Loek van Wely +5−2=5
- Andrei Volokitin +0−4=2

## Llibres i pel·lícules
- Agdestein, Simen. Wonderboy: how Magnus Carlsen became the youngest Chess Grandmaster in the world: the story of the games.  Interchess. ISBN 90-5691-131-7.
- The Prince of Chess, a film about Magnus Carlsen (2005) Dirigida per Øyvind Asbjørnsen.[257]
- Stetsko, Oleg; Mikhalchishin, Adrian. Magnus Carlsen, el mozart del ajedrez.  Chessy, gener de 2011. ISBN 9788493764524.
- Valaker, O; Carlsen, M. (2004). Lær sjakk med Magnus [Aprèn escacs amb en Magnus]. Gyldendal Norsk Forlag. ISBN 978-82-05-33963-7.
- Opedal, Hallgeir (2011). Smarte trekk. Magnus Carlsen: Verdens beste sjakkspiller [Smart Moves. Magnus Carlsen: The World's Best Chess Player]. Kagge. ISBN 978-82-489-1050-3
- Crouch, Colin (2013). Magnus Force: How Carlsen Beat Kasparov's Record. Everyman Chess. ISBN 978-1-78194-133-1.
- Sivertsen, Aage G. (2015). Magnus Kagge Forlag. ISBN 978-82-489-1659-8.
- Kotronias, Vassilios & Logothetis, Sotiris (2013). Carlsen's assault on the throne. Quality Chess. ISBN 978-1-906552-22-0.
- Butler, Brin-Jonathan (2018). "The Grandmaster: Magnus Carlsen and the Match That Made Chess Great Again." ISBN 978-1-501172601.
- Magnus (2016). Dirigida per Benjamin Ree.[258][259]